# Parks and Recreation/Episodenliste

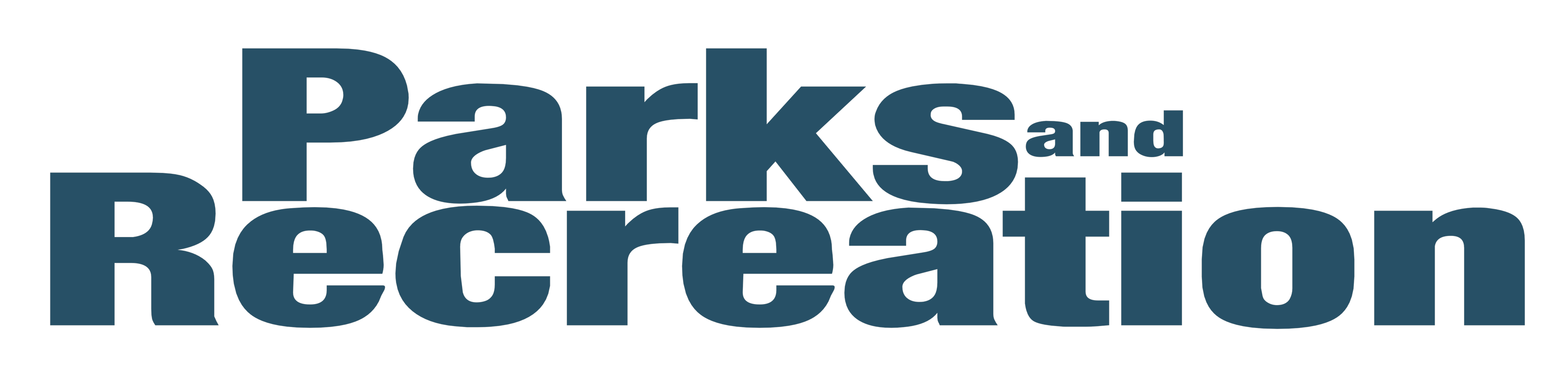
Logo zur Serie

Diese Episodenliste enthält alle Episoden der US-amerikanischen Comedyserie Parks and Recreation, sortiert nach der US-amerikanischen Erstausstrahlung. Die Fernsehserie umfasst sieben Staffeln mit 125 Episoden.

## Übersicht
| Staffel | Episodenanzahl | Erstausstrahlung USA | Erstausstrahlung USA | Deutschsprachige Erstausstrahlung | Deutschsprachige Erstausstrahlung |
| Staffel | Episodenanzahl | Staffelpremiere      | Staffelfinale        | Staffelpremiere                   | Staffelfinale                     |
| ------- | -------------- | -------------------- | -------------------- | --------------------------------- | --------------------------------- |
| 1       | 6              | 9. April 2009        | 14. Mai 2009         | 9. Mai 2012                       | 13. Juni 2012                     |
| 2       | 24             | 17. September 2009   | 20. Mai 2010         | 1. August 2012                    | 9. Januar 2013                    |
| 3       | 16             | 20. Januar 2011      | 19. Mai 2011         | 3. Juni 2013                      | 24. Juni 2013                     |
| 4       | 22             | 22. September 2011   | 10. Mai 2012         | 9. November 2013                  | 2. August 2014                    |
| 5       | 22             | 20. September 2012   | 2. Mai 2013          | 8. Februar 2014                   | 2. Februar 2017                   |
| 6       | 22             | 26. September 2013   | 24. April 2014       | 28. Februar 2018                  | 14. März 2018                     |
| 7       | 13             | 13. Januar 2015      | 24. Februar 2015     | 1. Mai 2018                       | 8. Mai 2018                       |

## Staffel 1
Die Erstausstrahlung der ersten Staffel war vom 9. April bis zum 14. Mai 2009 auf dem US-amerikanischen Sender NBC zu sehen. Die deutschsprachige Erstausstrahlung sendete der deutsche Bezahlfernsehsender Glitz* vom 9. Mai bis zum 13. Juni 2012.
| Nr. (ges.) | Nr. (St.) | Deutscher Titel           | Originaltitel | Erstausstrahlung USA | Deutschsprachige Erstausstrahlung (D) | Regie                | Drehbuch                     |
| --- | --------- | ------------------------- | ------------- | -------------------- | ------------------------------------- | -------------------- | ---------------------------- |
| 1 | 1         | Eine ganz normale Behörde | Pilot         | 9. Apr. 2009         | 9. Mai 2012                           | Greg Daniels         | Greg Daniels & Michael Schur |
| Bei einem Bürgerforum beschwert sich die Krankenschwester Ann Perkins über eine Baugrube neben ihrem Haus, in die ihr Freund Andy Dwyer hineingefallen ist, wobei er sich beide Beine brach. Die stellvertretende Leiterin des Grünflächenamts Leslie Knope verspricht, dort einen Park zu errichten. Nachdem sie den Stadtplaner Mark Brendanawicz um Hilfe gebeten hat, sucht sie zusammen mit ihrem Kollegen Tom Haverford und der Praktikantin April Ludgate die Baugrube auf, in die sie hineinfällt, ohne sich ernsthaft zu verletzen. Leslie möchte ein Komitee gründen, ihr Chef Ron Swanson genehmigt dies jedoch erst auf Bitten von Mark. |           |                           |               |                      |                                       |                      |                              |
| 2 | 2         | Stimmenfang               | Canvassing    | 16. Apr. 2009        | 16. Mai 2012                          | Seth Gordon          | Rachel Axler                 |
| Es ist ein Bürgerforum geplant, bei dem es um den Plan und die Umsetzung des Parkprojekts gehen soll. Um Unterstützung für ihr Vorhaben zu sammeln, geht Leslie auf Stimmenfang in der Nachbarschaft der Baugrube, während Tom hiesige Bauunternehmen ebenso zu dem Forum einlädt. Da sich jedoch kaum Unterstützer finden und auf dem Bürgerforum nur Gegner des Parks vorsprechen, wird dieses zu einem Fiasko. Nur durch eine Verzögerungstaktik kann Leslie eine Abstimmung verhindern, bei der die wütenden Parkgegner das Projekt abgelehnt hätten. |           |                           |               |                      |                                       |                      |                              |
| 3 | 3         | Die Reporterin            | The Reporter  | 23. Apr. 2009        | 23. Mai 2012                          | Jeffrey Blitz        | Daniel J. Goor               |
| Um die Öffentlichkeit von ihrem Projekt zu überzeugen, arrangiert Leslie ein Interview mit der Lokalreporterin Shauna Malwae-Tweep. Dabei stellt sich jedoch heraus, dass Andy bei seinem Unfall betrunken war, sodass das Interview ein Reinfall zu werden droht. Als Shauna auch noch eine Nacht mit Mark verbringt, ist Leslie so aufgebracht, dass sie sich beim zweiten Teil des Interviews seltsam benimmt. Sie gibt vor, eine Lebensmittelvergiftung gehabt zu haben. Trotz Überredungsversuchen von Mark veröffentlicht Shauna das Interview. Währenddessen versucht Tom sich bei Ron einzuschmeicheln, indem er absichtlich beim Scrabble verliert. |           |                           |               |                      |                                       |                      |                              |
| 4 | 4         | Männerclub                | Boys’ Club    | 30. Apr. 2009        | 30. Mai 2012                          | Michael McCullers    | Alan Yang                    |
| Leslie und Ann suchen Kontakt zum „Männerclub“, in dem mehrere Mitglieder der Stadtplanung, darunter auch Mark, jeden Dienstagabend im Innenhof des Rathauses gemeinsam Bier trinken. Als das Bier ausgeht, bedient sich Leslie an einem Präsentkorb mit Wein und Käse, der dem Grünflächenamt zum Dank überlassen hat, dessen Wert die erlaubte Grenze für Geschenke überschreitet. Am nächsten Morgen fordert sie Ron auf, ihr Fehlverhalten zu ahnden. Als dieser sie nicht bestrafen will, verschickt Leslie eine E-Mail, in der sie sich bei jedem Mitarbeiter der Verwaltung für die Vorkommnisse entschuldigt. In der E-Mail verlinkt sie die Homepage des Parks, auf der April (noch keine 21) ein Video von sich beim Trinken des Weins veröffentlicht hat. Ein daraufhin angesetztes Disziplinarverfahren gegen Leslie endet dank Rons Eingreifen für sie glimpflich. Sie erhält lediglich einen Aktenvermerk. |           |                           |               |                      |                                       |                      |                              |
| 5 | 5         | Das Bankett               | The Banquet   | 7. Mai 2009          | 6. Juni 2012                          | Beth McCarthy Miller | Tucker Cawley                |
| Leslies Mutter soll für ihre Verdienste bei der Stadtverwaltung den sogenannten Tellenson-Award erhalten. Dieser wird ihr im Rahmen einer Feierlichkeit verliehen, an der auch das Grünflächenamt teilnimmt. Leslie ist darum bemüht, bei der ebenfalls anwesenden Vorsitzenden des Planungsausschusses, Janine Restrepo, für die Umgestaltung des Parks zu werben. Als dies erfolglos bleibt, versucht Leslie auf Anraten ihrer Mutter, Restrepo zu erpressen, doch es plagen sie Zweifel und so zieht sie die Erpressung nicht durch. Ann, mit der Leslie in Streit auseinandergeht, sieht am Ende ein, dass sie ihren Freund Andy zu sehr bemuttert. Am Schluss vertragen sich Leslie und Ann wieder. |           |                           |               |                      |                                       |                      |                              |
| 6 | 6         | Das Rockkonzert           | Rock Show     | 14. Mai 2009         | 13. Juni 2012                         | Michael Schur        | Norm Hiscock                 |
| Andy bekommt seinen Gips abgenommen. Wie Ann herausfindet, hat Andy diesen Termin zwei Wochen nach hinten verlegt, um sich noch länger von seiner Freundin bedienen zu lassen. Zur Feier seiner Rückkehr gibt Andys Band ein Rockkonzert. Für den Abend des Konzerts hat Leslies Mutter ein Geschäftsessen für sie mit einem 62-jährigen Mann arrangiert, dass sich als Date herausstellt. Leslie kann den Mann überzeugen, mit ihr auf das Rockkonzert zu gehen. Ann stellt Andy nach dem Konzert zur Rede und trennt sich am Ende von ihm. Leslie und Mark kommen sich nach dem Konzert wieder näher. Sie lassen den Abend mit Bier an der Baugrube ausklingen. Nachdem sie sich küssen stoppt Leslie Mark. Beim Aufbrechen fällt Mark in die Baugrube und wird anschließend von Ann verarztet. |           |                           |               |                      |                                       |                      |                              |

## Staffel 2
Die Erstausstrahlung der zweiten Staffel war vom 17. September 2009 bis zum 20. Mai 2010 auf dem US-amerikanischen Sender NBC zu sehen. Die deutschsprachige Erstausstrahlung sendete der deutsche Bezahlfernsehsender Glitz* vom 1. August 2012 bis zum 9. Januar 2013.
| Nr. (ges.) | Nr. (St.) | Deutscher Titel                    | Originaltitel     | Erstausstrahlung USA | Deutschsprachige Erstausstrahlung (D) | Regie             | Drehbuch       |
| --- | --------- | ---------------------------------- | ----------------- | -------------------- | ------------------------------------- | ----------------- | -------------- |
| 7 | 1         | Schwule Pinguine                   | Pawnee Zoo        | 17. Sep. 2009        | 1. Aug. 2012                          | Paul Feig         | Norm Hiscock   |
| Um Werbung für den Zoo von Pawnee zu machen, verheiratet Leslie medienwirksam zwei Pinguine. Später stellt sich heraus, dass beides Männchen sind. Diese Schwulen-Heirat spaltet die Stadt: Progressive und die Homosexuellen feiern sie als Heldin, während die Gegner, allen voran Marcia Langman von der konservativen Gesellschaft für Familienstabilität von Leslie die Annullierung der Ehe und ihren Rücktritt fordern. Leslie will ihr Versehen in der Schwulenbar The Bulge klarstellen, lässt sich aber von der Stimmung mitreißen und von den Besuchern feiern. In der Fernsehsendung Pawnee Today verteidigt Leslie ihre Position. Leslie bringt die Tiere schließlich in einen anderen Zoo. Andy will Ann zurückgewinnen und präsentiert sich als gereifter Mann mit Bürojob. Tatsächlich lebt er in einem Zelt in der Baugrube. Mark will Ann ins Kino einladen, was sie aus Rücksicht auf Leslie ablehnt. Später sagt ihr Leslie, dass sie kein Problem damit hat und organisiert ein Date zwischen Ann und Mark.                       |           |                                    |                   |                      |                                       |                   |                |
| 8 | 2         | Marihuana und ein Rendezvous       | The Stakeout      | 24. Sep. 2009        | 8. Aug. 2012                          | Seth Gordon       | Rachel Axler   |
| Leslie eröffnet in der Grube einen Gemeindegarten. Als sie und Tom dort Hanfpflanzen entdecken, versuchen sie durch nächtliche Beobachtung der Grube herauszubekommen, wer diese dort angepflanzt hat. In der gleichen Nacht haben Ann und Mark ihr erstes Date. Leslie spioniert den beiden vom Wagen nach, in dem sie sich mit Tom versteckt hält. Bei ihrer Überwachung erwischen Leslie und Tom Andy, der heimlich von dem Gemüse in der Grube nascht und finden raus, dass er dort lebt. Als Andy und Leslie etwas zu essen holen, schließt sich Tom aus dem Wagen aus und versucht wieder reinzukommen. Ann und Mark, die von ihrem Date zurückkehren, interpretieren die Situation fehl und verständigen die Polizei. Polizist Dave verhaftet den sich respektlos verhaltenen Tom. Leslie versucht vergeblich Dave dazu zu bewegen, Tom aus der Zelle zu lassen, in die er über Nacht gesperrt wurde. Ron erleidet im Büro einen Leistenbruch und verheimlicht es. April kommt ihm nach Dienstschluss zur Hilfe und bringt ihn ins Krankenhaus. |           |                                    |                   |                      |                                       |                   |                |
| 9 | 3         | Der Schönheitswettbewerb           | Beauty Pageant    | 1. Okt. 2009         | 15. Aug. 2012                         | Jason Woliner     | Katie Dippold  |
| Leslie und Tom sitzen in der Jury der Wahl zur Miss Pawnee. Während Leslie sich dafür einsetzt, die Miss Pawnee nach Charakter auszuwählen, achten die übrigen Jurymitglieder einschließlich Tom nur auf das Äußere der Kandidatinnen. Auch April nimmt an dem Wettbewerb teil, nachdem sie von der Siegprämie gehört hat. Als sich im Verlauf des Wettbewerbs herausstellt, dass das Geld nur in Form eines Gutscheins ausgezahlt wird, verlässt sie die Veranstaltung. Leslie kann sich mit ihrer charakterstarken Favoritin bei der Wahl nicht durchsetzen. Die attraktivere Trish gewinnt die Wahl. Unterdessen haben Ann und Mark ihr zweites Date. Ann entdeckt zufällig, dass Andy in der Grube lebt. Als es in Strömen regnet, holen Mark und Ann Andy zwischenzeitlich aus Mitleid in die Wohnung. Polizist Dave bittet Leslie um ein Date, dem sie nach einigem Zögern zustimmt. |           |                                    |                   |                      |                                       |                   |                |
| 10 | 4         | Das Übungsdate                     | Practice Date     | 8. Okt. 2009         | 22. Aug. 2012                         | Alex Hardcastle   | Harris Wittels |
| Inspiriert durch die Berichterstattung über Sexskandale von Stadtrat Dexhart wetten Tom, Mark, Donna, Ron und April, wer die brisantesten Details zur Vergangenheit der anderen rausfinden kann. Ron findet dabei heraus, dass Tom eine Scheinehe führt, um seiner Frau eine Greencard zu verschaffen. Tom lernt durch einen Tipp von Mark, dass Ron unter dem Namen Duke Silver als Saxofonist in einem Jazzclub auftritt. Weil Leslies erste Dates in der Vergangenheit oft furchtbar endeten, gehen sie und Ann auf ein Probedate. Ann spielt dabei Dave und verhält sich so gemein wie möglich. Im Anschluss überrascht die total betrunkene Leslie Dave in seiner Wohnung, der sie nach kurzem Gespräch nach Hause fährt. |           |                                    |                   |                      |                                       |                   |                |
| 11 | 5         | Die Brüder aus der Schwesternstadt | Sister City       | 15. Okt. 2009        | 29. Aug. 2012                         | Michael Schur     | Alan Yang      |
| Eine Delegation eines Grünflächenamts aus Venezuela besucht ihre Amtskollegen in Pawnee. Leslie hat die Aufgabe die Delegation zu unterhalten und ihr die Stadt zu zeigen. Die Venezolaner verhalten sich sehr herablassend und respektlos und geraten in einen Streit mit Leslie. Zur Wiedergutmachung übergeben sie Leslie einen Scheck, um die die Umwandlung der Grübe in einen Park beginnen zu können. Als Leslie erfährt, dass die Delegation zu einem antiamerikanischen Propagandakomitee gehört, zerreißt sie den Scheck. Tom verdingt sich als Laufbursche für die Venezolaner, die ihn dafür gut bezahlen. April erwidert Avancen eines venezolanischen Praktikanten zunächst nicht, besucht ihn aber am Ende mit Donna in Venezuela. |           |                                    |                   |                      |                                       |                   |                |
| 12 | 6         | Kaboom                             | Kaboom            | 22. Okt. 2009        | 5. Sep. 2012                          | Charles McDougall | Aisha Muharrar |
| Leslie, Ann und Ron helfen der „Kaboom“-Organisationen einen Spielplatz an nur einem Tag zu errichten. Davon euphorisiert und gleichzeitig frustriert vom langsamen Fortschritt beim Grubenprojekt beschließt Leslie alle Regeln zu brechen und einfach das Zuschütten der Grube zu beauftragen. Bei den Arbeiten wird der noch immer dort lebende Andy von Baggererde getroffen. Er kommt ins Krankenhaus, wird von Ann versorgt und macht sich Hoffnungen wieder mit ihr zusammen zu kommen. Ann erklärt ihm, dass dies nie passieren wird, weil er sein Leben nicht im Griff hat. Daraufhin will er Pawnee wegen des Unfalls verklagen, um an Geld zu kommen und sie zurückzugewinnen. Leslie kann ihn davon überzeugen die Klage fallenzulassen. Als Bedingung verlangt er das sofortige Zuschütten der Grube. |           |                                    |                   |                      |                                       |                   |                |
| 13 | 7         | Greg Pikitis                       | Greg Pikitis      | 29. Okt. 2009        | 12. Sep. 2012                         | Dean Holland      | Michael Schur  |
| Immer an Halloween wird eine Statue verunstaltet. Leslie ist sich sicher, dass der Schüler Greg Pikitis dahintersteckt, weshalb sie und Polizist Dave ihn überwachen. Als die beiden danach ins Grünflächenamt fahren, wurde es mit Klopapier verunstaltet. Daraufhin lässt Dave Greg ins Amt bringen, wo er von Dave, Leslie und Andy, den Leslie zum Schutz der Statue engagiert hatte, erfolglos verhört wird, bis seine „Mutter“ kommt und ihn mitnimmt. Leslie und Andy räumen das Büro auf, betrinken sich dabei und verunstalten anschließend spontan Gregs Haus. Als Dave eintrifft und Gregs Mutter aus dem Haus kommt stellt sich heraus, dass Greg die erste „Mutter“ engagiert hatte. Die Vier eilen zur Statue wo sie Greg erwischen. Derweil gibt Ann eine Party, zu der sie Gäste aus dem Krankenhaus und dem Grünflächenamt eingeladen hat. Alle Gäste langweilen sich bis Tom eintrifft und die Party rettet. Ron erfährt, dass Toms Scheinehe bald geschieden wird.                                                                  |           |                                    |                   |                      |                                       |                   |                |
| 14 | 8         | Ron und Tammy                      | Ron and Tammy     | 5. Nov. 2009         | 19. Sep. 2012                         | Troy Miller       | Mike Scully    |
| Die von Rons zweiter Exfrau Tammy geleitete Stadtbibliothek will auf der zugeschütteten Grube ein neues Gebäude errichten. Leslie besucht Tammy um sie davon abzubringen. Tammy geht zum Schein darauf ein und besucht Ron im Grünflächenamt. Die beiden gehen essen, streiten sich und schlafen miteinander. Der ihr wieder total verfallene Ron verspricht Tammy den Bauplatz freizugeben. Verzweifelt bittet Ron Leslie für ihn mit Tammy Schluss zu machen, weil er es sich selbst nicht zutraut. Tammy versucht ihn umzustimmen, scheitert aber letztendlich und bekommt den Bauplatz nicht. Andy wird der neue Schuhputzer im Grünflächenamt. Er verziert seinen Schuhstand mit Bildern von Ann und sagt Mark, dass er sie noch immer liebt, bis Ann im schließlich sagt, dass sie die Bilder und sein Verhalten unmöglich findet. |           |                                    |                   |                      |                                       |                   |                |
| 15 | 9         | Ein Kamel ist kein Pferd           | The Camel         | 12. Nov. 2009        | 26. Sep. 2012                         | Millicent Shelton | Rachel Axler   |
| Jede Abteilung der Stadtverwaltung soll einen Vorschlag für ein neues Wandgemälde machen, dass ein nicht mehr zeitgemäßes ersetzten und den Geist von Pawnee einfangen soll. Leslie gibt sich, Tom, Ann, Donna, Jerry und April eine Stunde Zeit für einen Entwurf. Nachdem bei der Abstimmung jeder für seine eigene Idee stimmt, beschließt Leslie alle Entwürfe zu kombinieren. Unzufrieden mit dem Ergebnis bittet sie Mark um einen Entwurf. Leslie wählt unter Protest der Anderen Marks absichtlich beliebig gehaltenes Bild aus, um den Wettbewerb zu gewinnen. Kurz vor der Präsentation entscheidet sie sich um, weil ihr ihre Kollegen wichtiger sind als der Sieg im Wettbewerb. Derweil läuft Andys Schuhstand zunehmend besser. Ron wird zum Stammkunden, bis ihm beim Schuhputzen ein Stöhnen entgleitet. |           |                                    |                   |                      |                                       |                   |                |
| 16 | 10        | Der Jagdausflug                    | Hunting Trip      | 19. Nov. 2009        | 3. Okt. 2012                          | Greg Daniels      | Daniel Goor    |
| Wie jedes Jahr wollen Ron, Jerry und Mark auf einen als Wegbesichtigung deklarierten dienstlichen Jagdausflug gehen. Leslie besteht darauf, dass sie, Tom, Donna und Ann mitkommen dürfen. Ron wird von einem anderen Jäger am Kopf getroffen und muss von Ann versorgt werden. Zunächst streiten alle ab geschossen zu haben. Als die Park Ranger eine Untersuchung aufnehmen nimmt Leslie die Schuld auf sich. Nachdem Ron sehr sauer auf sie wird überzeugt Ann den wahren Schützen Tom seine Tat Ron zu beichten. Als Ron erfährt, dass Leslie ihn gedeckt hat, weil er keine Jagdlizenz hat, ist er sauer auf Tom, aber stolz auf Leslie. April und Andy sind alleine im Büro und vertreiben sich die Zeit mit Gesprächen und Spielen. April überzeugt Andy davon ihm einen Knutschfleck zu verpassen, um Ann eifersüchtig zu machen. |           |                                    |                   |                      |                                       |                   |                |
| 17 | 11        | Toms Scheidung                     | Tom’s Divorce     | 3. Dez. 2009         | 10. Okt. 2012                         | Troy Miller       | Harris Wittels |
| Leslie findet raus, dass Tom sich von seiner Frau scheiden lassen hat. Da sie nichts von der Scheinehe weiß deutet sie Toms gute Stimmung als ein Zeichen von Verdrängung. Um ihn aufzumuntern gehen alle zusammen in ein Restaurant. Dort fragt Ron Tom, ob er seine Exfrau um ein Date bitten darf, worauf sich Toms Stimmung verschlechtert. Um Tom aufzuheitern bringt Leslie ihn und Ron in einen Stripclub. Stammgast Tom hat dort aber keinen Spaß, weil ihm klar wird, dass er in seine Exfrau verliebt ist. Mark und Andy spielen in dem Restaurant einige Partien Billard um Geld, die Mark alle gewinnt. Mark gibt Andy die Chance seine Schulden im letzten Spiel zurückzugewinnen. Er verlangt dafür, dass er ihn und Ann in Ruhe lässt, sollte er verlieren. Andy verlangt, bei einem Sieg auch Ann zurückzubekommen. Der inzwischen betrunkene Mark stimmt im Scherz zu und verliert tatsächlich. Am nächsten Tag verspricht Andy, die beiden nicht weiter zu belästigen.                                                               |           |                                    |                   |                      |                                       |                   |                |
| 18 | 12        | Skandal an Weihnachten             | Christmas Scandal | 10. Dez. 2009        | 17. Okt. 2012                         | Randall Einhorn   | Michael Schur  |
| Leslie wird von der Klatschpresse eine Affäre mit Stadtrat Dexhart angedichtet. Immer mehr ausgedachte Details dazu dominieren die lokalen Nachrichten. Um von schlimmeren Skandalen abzulenken bestätigt Dexhart die Gerüche, bis Leslie ihm keine Wahl mehr lässt und er sie dementiert. Um sie aus der Öffentlichkeit zu nehmen verteilt Ron Leslies Aufgaben an die damit überforderten anderen Mitarbeiter des Grünflächenamts. Leslies Freund Polizist Dave wird nach San Diego versetzt und bittet Leslie mit ihm umzuziehen. Aufgrund der ungerechten Behandlung der Klatschpresse denkt sie kurz darüber nach, lehnt sein Angebot aber schließlich ab, womit die Beziehung beendet ist. Auf dem zugeschütteten Grubengrundstück findet ein vom Amt organisierter Weihnachtsmarkt statt. |           |                                    |                   |                      |                                       |                   |                |
| 19 | 13        | Neue Männer für Leslie             | The Set Up        | 14. Jan. 2010        | 24. Okt. 2012                         | Troy Miller       | Katie Dippold  |
| Zur Unterstützung bei Rechtsproblemen mit dem Grubengrundstück macht Ann Leslie mit dem befreundeten Anwalt Justin bekannt. Leslie ist von Justin beeindruckt und fragt Ann, ob sie ihn um ein Date bitten soll. Ann wiegelt ab und organisiert ein anderes Date mit einem Arzt, der sie beim Date zu einer MRA-Untersuchung überredet, bevor Leslie das Date beendet. Mark und Ann streiten darüber, dass Ann Justin als Option für sich offenhalten will, sollte es mit Mark nicht klappen. Am nächsten Tag organisiert Ann ein Date von Leslie und Justin und entschuldigt sich bei Mark. Weil sich zu viele Bürger mit ihren Problemen an Ron wenden, sucht er einen Assistenten. Tom interviewt verschiedene Kandidaten, stellt Ron dann Jean-Ralphio vor, der von Ron umgehend ablehnt wird. Nachdem Andy April erzählt, dass er gern mit ihr am Schuhstand rumhängt, bewirbt sich April auf den Job und wird von Ron umgehend eingestellt. |           |                                    |                   |                      |                                       |                   |                |
| 20 | 14        | Partyhilfe für Leslie              | Leslie’s House    | 21. Jan. 2010        | 31. Okt. 2012                         | Alex Hardcastle   | Daniel Goor    |
| Weil die von Justin organisierten Dates mit Leslie immer besonders waren, setzt sie sich unter Druck das perfekte Date zu planen. Zur Dinnerparty lädt sie alle interessanten Menschen ein, die sie kennt, darunter auch Toms Exfrau und Aprils schwule Freunde. Zur Vorbereitung und Unterstützung der Party und zur Unterhaltung der Gäste greift sie auf verschiedenen Mitarbeitern des lokalen Freizeitzentrums zurück. Die helfen bereitwillig, weil Leslie darüber entscheiden muss, welche Kurse aufgrund von Budgetkürzungen gestrichen werden. Am nächsten Tag gibt es eine Untersuchung der Vorfälle. Da Leslie ihr Verhalten selbst gemeldet und die Budgetkürzungen durch eine Spende ausgeglichen hat, bleibt sie folgenlos. Auch Justin wurde auf Leslies Wunsch befragt, sodass sie ein offizielles Dokument hat, in dem Justin den Erfolg der Party bestätigt. |           |                                    |                   |                      |                                       |                   |                |
| 21 | 15        | Sweetums                           | Sweetums          | 4. Feb. 2010         | 7. Nov. 2012                          | Dean Holland      | Alan Yang      |
| Der Süßwarenhersteller Sweetums bringt einen neuen „gesunden“ Energieriegel heraus und will seine Produkte in den Parks verkaufen. Nachdem Ann Leslie erklärt, wie ungesund alle Produkte von Sweetums sind, will die zunächst begeisterte Leslie die Vereinbarung gegen den Willen von Ron in einem Bürgerforum verhindert. Ann hält dazu eine Präsentation über die Folgen ungesunder Ernährung. Nachdem der CEO von Sweetums mit seinen Kindern auftaucht und Süßigkeiten verschenkt, gewinnt Sweetums die Abstimmung. Durch die Ereignisse und weil Leslie Ron davon abgehalten hat betrunken zu fahren streiten sich die beiden, bis sich Ron schließlich entschuldigt. Derweil helfen Mark, Donna, Gerry, Andy und April Tom beim Auszug aus dem Haus seiner Frau, wobei Tom kaum mitarbeitet. |           |                                    |                   |                      |                                       |                   |                |
| 22 | 16        | Verflossene Liebe                  | Galentine’s Day   | 11. Feb. 2010        | 14. Nov. 2012                         | Ken Kwapis        | Michael Schur  |
| Beim Galentine’s Day, einem Traditionstreffen von Leslie und ihren Freundinnen, erzählt ihre Mutter jedes Jahr von ihrer Jugendliebe Frank. Justin überzeugt Leslie davon ihn aufzuspüren, was ihm auch gelingt. Frank stellt sich als Verlierer mit Gesundheitsproblemen heraus. Leslies Mutter lehnt seine Avancen ab. Leslie gefällt Justins Art während dieser Ereignisse nicht und beendet die Beziehung mit ihm. Andy spielt mit seiner Band beim Valentinsball des Altenheimes und widmet ein Lied April. April hat genug von der ironischen Art ihrer schwulen Freunde und macht Schluss mit den Beiden. Tom versucht erfolglos seine Exfrau zu einem Date zu überreden. Mark schenkt Ann zahlreiche Geschenke zum Valentinstag, ist aber unsicher, wie ihre Beziehung läuft. |           |                                    |                   |                      |                                       |                   |                |
| 23 | 17        | Frau des Jahres                    | Woman of the Year | 4. März 2010         | 21. Nov. 2012                         | Jason Woliner     | Norm Hiscock   |
| Ron wird zu Pawnees Frau des Jahres gewählt, einer Auszeichnung von dem Leslie seit ihrer Kindheit träumt. Ron plant den Preis zu Gunsten von Leslie abzulehnen, lässt sie aber zunächst zappeln. Die Stifter weigern sich den Preis an Leslie zu geben, weil sie sich von einem männlichen Preisträger mehr Publicity versprechen. Bei der Verleihung holt Ron Leslie mit auf die Bühne. Beide wollen, dass der jeweils andere den Preis bekommt, bis ihn Leslie am Ende annimmt. Andy will aus seiner WG ausziehen. April hilft ihm dabei eine Wohnung zu finden. Tom wird angeboten sich am Club Snakehole Lounge zu beteiligen. Da er nicht genug Kapital hat, überzeugt er Jean-Ralphio Geld zuzuschießen. Nachdem Tom seine Kollegen nicht überzeugen kann gibt Andy die fehlenden 1.000 $ dazu, wodurch sich seine Auszugspläne zunächst erledigen. |           |                                    |                   |                      |                                       |                   |                |
| 24 | 18        | Das Opossum                        | The Possum        | 11. März 2010        | 28. Nov. 2012                         | Tristram Shapeero | Mike Scully    |
| Das Grünflächenamt wird beauftragt, das Opossum „Fairway Frank“ auf dem Golfplatz zu fangen, das den Hund des Bürgermeisters gebissen hat. Andy fängt ein Opossum. Nachdem sie ein weiteres sieht, ist sich Leslie unsicher, ob es tatsächlich Frank war und will das Tier schützen. April hilft Leslie, weil sich der von der Presse hofierte Andy Hoffnung macht, durch seine Heldentat Ann zurückzugewinnen und versteckt Frank in Anns Haus, auf das sie während ihres Urlaubs aufpasst. April lässt das Tier versehentlich im Haus frei, bevor Leslie es einem Zoo übergibt. Ron will sich von Mark die Vergrößerung seiner Werkstatt genehmigen lassen. Mark besteht auf einer Inspektion und findet zahlreiche Sicherheitsverstöße. Nachdem sich Ron zunächst weigert, die Mängel zu beheben, hilft ihm Mark schließlich dabei. |           |                                    |                   |                      |                                       |                   |                |
| 25 | 19        | Unsicheres Gelände                 | Park Safety       | 18. März 2010        | 5. Dez. 2012                          | Michael Trim      | Aisha Muharrar |
| Jerry wurde scheinbar in einem Park überfallen. Leslie, Tom und Jerry lassen sich von einem Park Ranger den „Tatort“ zeigen. Leslie wirbt im Lokalfernsehen für mehr Geld für die Parksicherheit und erreicht ihr Ziel. Ron gibt für Ann, Mark, Donna, April und Andy einen Selbstverteidigungskurs, bei dem sich Andy leicht verletzt. Schließlich stellt sich heraus, dass Jerry sich verletzt hat als sein Burrito in den Bach fiel. Nachdem der Park Ranger Leslie eine Aufnahme der Situation zeigt, einigt man sich darauf, das Geld für einen neuen Buggy für die Ranger zu verwenden und die Aufnahme zu zerstören. |           |                                    |                   |                      |                                       |                   |                |
| 26 | 20        | Der Sommerkatalog                  | Summer Catalog    | 25. März 2010        | 12. Dez. 2012                         | Ken Whittingham   | Katie Dippold  |
| Leslie bringt den jährlichen Park-Sommerkatalog raus und organisiert dafür ein Picknick aller ehemaligen Parkdirektoren, bei dem April und Andy helfen. Das Picknick endet jedoch im Desaster. Die vier Direktoren sind unausstehlich und hassen sich, Parks und ihre alten Jobs. Leslie verzichtet deshalb darauf, Artikel und Gruppenfoto abzudrucken. Nach dem Picknick wollen April und Andy in eine Bar gehen, April scheitert aber an der Alterskontrolle. Tom will das Titelfoto mit Mark und Ann auf einem Spielplatz aufnehmen. Ann schafft es dabei nicht glücklich auf einem Foto auszusehen. Leslie wählt schließlich ein Selfie von Andy und April während des Picknicks als Titelfoto. |           |                                    |                   |                      |                                       |                   |                |
| 27 | 21        | 94 Termine                         | 94 Meetings       | 29. Apr. 2010        | 19. Dez. 2012                         | Tristram Shapeero | Harris Wittels |
| April hat alle Anfragen für Termine mit Ron auf den 31. März gelegt, weil sie dachte, der Tag würde nicht existieren. So hat Ron 93 Termine an einem Tag hat, die er sich mit April, Andy und Ann teilt. Ron ist deshalb wütend auf April, woraufhin sie kündigt. Andy überzeugt Ron, dass er April zurückholt. April lehnt zunächst ab, ändert ihre Meinung aber, nachdem sie erfährt, dass Andy sich für sie eingesetzt hat. Dabei stellt sich heraus, dass April von Rons Alter Ego Duke Silver weiß, aber niemandem etwas gesagt hat. Leslie versucht den Abriss eines historischen Pavillons zu verhindert, scheitert jedoch, obwohl sie sich an ein Einfahrtstor ketten lässt. Mark erzählt Leslie, dass er Ann bitten will, mit ihm zusammenzuziehen und plant sie später zu heiraten. |           |                                    |                   |                      |                                       |                   |                |
| 28 | 22        | Nächtlicher Spendenmarathon        | Telethon          | 6. Mai 2010          | 26. Dez. 2012                         | Troy Miller       | Amy Poehler    |
| Leslie hat ihre Kollegen für die Nachtschicht des jährlichen Fernseh-Spendenmarathons für die Diabetes-Forschung eingeteilt. Tom kümmert sich um den Stargast Detlef Schrempf, bringt ihn aber zunächst in die Snakehole Lounge und erst viel zu spät zum Spendenmarathon, sodass Leslie die Zeit füllen muss. Andy und seine Band spielen deshalb eine Stunde früher. Anschließend hält Ron einen langweiligen Vortrag über Stuhlarbeiten und Leslie wirft Münzen und redet über ihre Lieblingsserien. Da Mark zuvor erwähnt hat, dass er Ann einen Heiratsantrag machen will, überzeugt Leslie ihn, dies vor der Kamera zu tun. Nachdem Ann Leslie erzählt, dass sie die Beziehung beenden will, kann sie Mark noch davon abhalten. |           |                                    |                   |                      |                                       |                   |                |
| 29 | 23        | Der Masterplan                     | The Master Plan   | 13. Mai 2010         | 2. Jan. 2013                          | Dean Holland      | Michael Schur  |
| Um Pawnees Budget auszugleichen, werden Chris Traeger und Ben Wyatt vom Staat geschickt. Tom veranstaltet die Feier zu Aprils 21. Geburtstag in der Snakehole Lounge. Leslie, frustriert von den bevorstehenden Kürzungen und Ann, nach dem Ende ihrer Beziehung mit Mark, betrinken sich zusammen. Weil Ann länger mit Andy redet, behauptet die eifersüchtige April Jean-Ralphio zu daten. Ben kommt auf die Party, um die Wogen zu glätten, wird aber von Leslie rausgeschmissen. Am nächsten Morgen trinken beide ein Bier zusammen. Ben erzählt Leslie, dass er mit 18 zum Bürgermeister gewählt wurde und die Stadt in den Ruin getrieben hat. Tom hatte zu der Party in der Hoffnung auf ein Date zahlreiche Frauen eingeladen. Als er am nächsten Tag die Rechnung bezahlt, macht er ein Date mit Bedingung Lucy aus. Ann lernt, dass sie am späten Abend mit Chris rumgemacht hat. Zum Schluss stellt sich heraus, dass die Kürzungsideen nicht ausreichen und die Lokalregierung umgehend in einen Shutdown geht.                            |           |                                    |                   |                      |                                       |                   |                |
| 30 | 24        | Freddy Spaghetti                   | Freddy Spaghetti  | 20. Mai 2010         | 9. Jan. 2013                          | Jason Woliner     | Daniel Goor    |
| Aufgrund des Shutdown der Regierung fällt auch das Kinderkonzert aus. Leslie verlegt das Konzert daher eigenhändig auf das Grubengrundstück. April und Andy helfen bei den Vorbereitungen. Andy bittet April um ein Date, doch sie lehnt aber ab, weil sie denkt, Andy habe noch Gefühle für Ann. Nachdem der Hauptakt für das Konzert abgeworben wurde, soll Andy ihn ersetzen, hat dann aber einen Unfall mit seinem neuen Motorrad. Ben überzeugt den ursprünglichen Hauptakt doch aufzutreten, nachdem er das Konzert zuvor verhindern wollte. Im Krankenhaus küsst Ann ihren Patienten Andy. Als April ins Krankenhaus kommt, Andy küsst und mit ihm auf ein Date gehen will, beichtet er ihr Anns Kuss, woraufhin April wütend aus dem Zimmer stürmt. Mark nimmt eine Abfindung an und verlässt den Staatsdienst. Zum Abschied schenkt er Leslie den Entwurf für einen Park auf dem Grubengrundstück. |           |                                    |                   |                      |                                       |                   |                |

## Staffel 3
Die Erstausstrahlung der dritten Staffel war vom 20. Januar bis zum 19. Mai 2011 auf dem US-amerikanischen Sender NBC zu sehen. Die deutschsprachige Erstausstrahlung sendete der deutsche Bezahlfernsehsender Glitz* vom 3. bis zum 24. Juni 2013.
| Nr. (ges.) | Nr. (St.) | Deutscher Titel                        | Originaltitel                | Erstausstrahlung USA | Deutschsprachige Erstausstrahlung (D) | Regie             | Drehbuch                 |
| --- | --------- | -------------------------------------- | ---------------------------- | -------------------- | ------------------------------------- | ----------------- | ------------------------ |
| 31 | 1         | Gib alles oder gib auf                 | Go Big or Go Home            | 22. Jan. 2011        | 3. Juni 2013                          | Dean Holland      | Alan Yang                |
| Der Shutdown ist beendet, das Grünflächenamt bekommt aber nur ein Minimalbudget. Leslie überredet Ann zu einem Date mit Chris, um ihm zu überzeugen, Leslie eine Chance zu geben, ihre Ideen zu präsentieren. Leslie taucht bei dem Date auf, ebenso Ben, der ihren Plan durchschaut hat. Anschließend gehen die vier gemeinsam in die Schwulenbar. Nachdem Leslie Chris überzeugen konnte, offenbart sie den Plan, woraufhin Chris frustriert die Bar verlässt. Am nächsten Tag entschuldigt sich Ann bei Chris und beide machen ein weiteres Date aus. Nachdem sie alle anderen Ideen verwirft, schlägt Leslie Chris und Ben vor, Pawnees Erntefest wiederzubeleben. Um die Zustimmung zu erhalten, bieten sie und ihre Kollegen die Auflösung des Grünflächenamts an, sollte das Fest kein finanzieller Erfolg werden. Ron und Andy trainieren die beiden Teams der wiedereingeführten Jugend-Basketballliga mit Tom als Schiedsrichter. Nachdem Toms Exfrau als Rons Date auftaucht, stellt Tom willkürlich Rons gesamtes Team vom Platz. April hat einen neuen Freund, doch Andy gibt das Werben um sie nicht auf. |           |                                        |                              |                      |                                       |                   |                          |
| 32 | 2         | Grippewelle in Pawnee                  | Flu Season                   | 27. Jan. 2011        | 4. Juni 2013                          | Wendey Stanzler   | Norm Hiscock             |
| April liegt mit Grippe im Krankenhaus und terrorisiert ihre Schwester Ann. Auch Leslie hat die Grippe erwischt, sie weigert sich jedoch nach Hause zu gehen, weil sie eine wichtige Präsentation für das Erntefest bei der Handelskammer vorbereiten muss. Ben bringt sie ins Krankenhaus zu Ann, doch sie büchst aus und geht zur Handelskammer. Leslie halluziniert vom hohen Fieber, liefert dann aber eine perfekte Ansprache, bevor Ben übernimmt, nachdem sich wieder Fiebersymptome zeigen. Auch Chris trifft mit Grippe im Krankenhaus ein. Sein physischer und psychischer Zusammenbruch nimmt Ann die Angst vor dem sonst zu perfekten Mann. Andy springt für April ein und verbringt den Tag grillend, essend und redend mit Ron. Nachdem Ron ihm von Aprils Krankheit erzählt, geht er ins Krankenhaus, küsst die scheinbar schlafende April auf die Stirn und sagt ihr, dass er noch immer mit ihr zusammen sein will. |           |                                        |                              |                      |                                       |                   |                          |
| 33 | 3         | Die Zeitkapsel                         | Time Capsule                 | 3. Feb. 2011         | 5. Juni 2013                          | Michael Schur     | Michael Schur            |
| Pawnee füllt eine Zeitkapsel. Ein Bürger taucht in Leslies Büro auf und fordert zwei Twilight-Romane in die Kapsel aufzunehmen. Nachdem Leslie ablehnt, kettet der Mann sich mit Handschellen an ein Rohr. Er kann den von Lucy verlassene Tom für die Bücher begeistern, der sich in den Figuren wiederfindet. Als Leslie erfährt, dass der Twilight-Fan das Buch für die bei seiner Exfrau lebenden Tochter in die Zeitkapsel bringen will, beruft sie ein öffentliches Forum ein, in dem die Bürger den Inhalt der Kapsel bestimmen sollen. Das Forum verläuft chaotisch und ohne Aussicht auf eine Einigung, bis Leslie beschließt einzig ein Video des Forums mit allen Diskussionen in die Kapsel zu stecken. Andy freundet sich mit Aprils Freund an, woraufhin sie ihn verlässt. |           |                                        |                              |                      |                                       |                   |                          |
| 34 | 4         | Ron und Tammy II                       | Ron & Tammy: Part Two        | 10. Feb. 2011        | 6. Juni 2013                          | Tucker Gates      | Emily Kapnek             |
| Rons Exfrau Tammy lockt ihn unter einem Vorwand in die Bibliothek, doch Ron lässt sie abblitzen. Daraufhin geht sie mit Tom auf ein Date zum Polizeiball, wo Toms Exfrau gerade die Beziehung zu Ron beendet. Nach kurzer Diskussion verschwinden Ron und Tammy gemeinsam, heiraten erneut und landen nach einer Nacht voller Sex und Alkohol in der Ausnüchterungszelle, wo Leslie Ron rausholt. Nachdem Tom ihm erzählt, dass Tammy nur mit ihm ausgegangen ist, um Ron zu quälen und sie Tom anschließend verprügelt, verlässt Ron Tammy erneut. Leslie und Ben versuchen auf dem Ball die Polizei zu überzeugen, die Security auf dem Erntefest zu übernehmen und erreichen ihr Ziel am nächsten Tag. Chris bietet April an, als seine Assistentin mit ihm zurück nach Indianapolis zu gehen. Ann fragt er nicht. |           |                                        |                              |                      |                                       |                   |                          |
| 35 | 5         | Blitzkrieg mit den Medien              | Media Blitz                  | 17. Feb. 2011        | 7. Juni 2013                          | David Rogers      | Harris Wittels           |
| April stimmt zu, mit Chris nach Indianapolis zu gehen. Um sie umzustimmen, bietet Andy an, für einen Monat alle ihre ungeliebten Aufgaben zu übernehmen. Ron hilft ihm dabei. Andy wird sogar kurz verhaftet, weil Aprils Schwester den Sicherheitsdienst ruft, als er sie abholt. Ron redet April ins Gewissen. Als Andy sich die Aufgaben für den zweiten Tag abholen will, küsst April ihn und geht nicht nach Indianapolis. Leslie, Tom und Ben werben in der Radioshow „Crazy Ira and The Douche“ für das Erntefest. Ben wird mit seinen Fehlern als jugendlicher Bürgermeister konfrontiert und gerät ins Stottern. Sein folgender TV-Auftritt bei Perd Hapley ist noch schlimmer. Beim zweiten TV-Interview mit „Pawnee Today“ schafft er es schließlich sich zu verteidigen. Ann treibt in den Wahnsinn, dass Chris sich vor seiner Rückkehr nach Indianapolis nicht zu der Zukunft ihrer Beziehung äußert. |           |                                        |                              |                      |                                       |                   |                          |
| 36 | 6         | Indianapolis                           | Indianapolis                 | 24. Feb. 2011        | 10. Juni 2013                         | Randall Einhorn   | Katie Dippold            |
| Leslie und Ron fahren nach Indianapolis, um eine Auszeichnung zu erhalten. Ann denkt, dass Chris sie betrügt, woraufhin Leslie ihn zum Essen einlädt. Sie findet in seiner Wohnung potenzielle Gegenstände einer Frau, woraufhin Ann nach Indianapolis fährt. Weil das örtliche Steakhaus, der einzige Grund für Rons Reise nach Indianapolis, geschlossen wurde, kehren sie zu Chris’ Wohnung zurück. Als Ann eintrifft, stellt sich heraus, dass Chris sie nicht betrügt, die Beziehung aber beendet hat, ohne dass Ann dies realisiert hat. Tom will in der Snakehole Lounge die Parfümlegende Dennis Feinstein von seinem Duft überzeugen, scheitert aber. Andy und April sind auch im Club auf ein Date. Weil beide Pleite sind, wetten sie, wer am Abend mehr Sachen gratis organisieren kann. |           |                                        |                              |                      |                                       |                   |                          |
| 37 | 7         | Das Erntedankfest                      | Harvest Festival             | 17. März 2011        | 11. Juni 2013                         | Dean Holland      | Daniel Goor              |
| Die letzten Vorbereitungen für das Erntefest laufen. Weil das Festivalgelände zum Teil auf einem Friedhof des Wamapoke-Stammes liegt, droht deren Häuptling das Festival zu verfluchen. Tom entwischt das berühmte Minipferd „Li'l Sebastian“, das Leslie organisieren konnte. Das Verschwinden wird dem Fluch zugeschoben. Als durch die Überlastung durch die angereisten Kamerateams der Strom auf dem Festgelände ausfällt, steigt der Glauben an den Fluch. Beim Stromausfall bleiben Ron, Andy, April, Tom und Jerry auf dem Riesenrad stecken und entdecken Li'l Sebastian. April ist sauer auf Andy, weil er ihre Liebeserklärung nicht erwidert hat, sondern nur sagte, wie toll das sei. Auf dem Riesenrad erwidert er die Liebeserklärung. Da die Wamapoke den einzigen Ersatzgenerator der Stadt haben, macht Leslie ein Geschäft mit dem Häuptling, der den Fluch mit einer ausgedachten Zeremonie aufhebt, sodass das Fest zum Erfolg wird. |           |                                        |                              |                      |                                       |                   |                          |
| 38 | 8         | Camping                                | Camping                      | 24. März 2011        | 12. Juni 2013                         | Rob Schrab        | Aisha Muharrar           |
| Bei einer Pressekonferenz zum Erfolg des Erntefests erleidet der City Manager einen Herzinfarkt, woraufhin Chris zurück nach Pawnee kommt, um ihn zu vertreten. Leslie organisiert einen Campingausflug mit dem Grünflächenamt, um neue Projektideen zu finden. Weil April es hasst zu selten will Andy vorbeikommen, geht aber zunächst zum falschen Ort. Chris kommt vorbeigejoggt und geht mit Ann in ein Restaurant, wo sie ihn erneut missversteht und denkt, er wolle sie zurück. Weil niemand eine gute Idee für das nächste Projekt hat, will Leslie die Nacht durcharbeiten. Der Rest ist dagegen und will nach Hause. Als der Van nicht anspringt, weil Tom sein Luxuszelt mit der Autobatterie versorgt hat, gehen alle in ein nahegelegenes B&B voller Katzen. Dort trifft auch Andy ein, um April vor der Langeweile zu retten. Nachdem Ron Leslie zwingt, mit der Arbeit aufzuhören, entwickelt sie am nächsten Morgen zahlreiche neue Ideen. |           |                                        |                              |                      |                                       |                   |                          |
| 39 | 9         | Die verrückte Party von Andy und April | Andy and April’s Fancy Party | 14. Apr. 2011        | 13. Juni 2013                         | Michael Trim      | Katie Dippold            |
| Andy und April laden zu einer Dinnerparty mit Freunden, Kollegen und Familie ein. Als Leslie erfährt, dass beide auf der Party heiraten wollen, versucht sie April und Andy umzustimmen. Schließlich akzeptiert sie die Entscheidung und die beiden heiraten. Ben muss sich entscheiden, ob er in Pawnee bleibt oder einen Job in einer neuen Stadt annimmt. Er entscheidet sich dafür, dauerhaft in Pawnee zu bleiben. Ann geht auf eine Singles-Party, wo sie Donna trifft. Donna schick Ann zunächst weg, hilft ihr dann aber, nachdem sie sieht, wie ungeschickt sich Ann in den Gesprächen anstellt. |           |                                        |                              |                      |                                       |                   |                          |
| 40 | 10        | Seelenverwandte                        | Soulmates                    | 21. Apr. 2011        | 14. Juni 2013                         | Ken Whittingham   | Alan Yang                |
| Chris verbannt rotes Fleisch aus Gesundheitsgründen aus der Kantine. Als Ron protestiert einigen sich beide auf einen Wettbewerb, bei dem beide einer Jury ihre Burger anbieten. Chris, Ron, April und Andy fahren zu einem Reformhaus, wo nur Chris seine Zutaten kauft. Ron kauft bei Food and Stuff. Rons Burger gewinnt, rotes Fleisch wird weiter in der Kantine verkauft. Nachdem Ben ein Date mit Leslie ablehnt, überzeugt Ann sie ein Profil auf einer Online-Datingseite anzulegen. Der Algorithmus gibt Tom als ihren perfekten Partner aus. Leslie lädt ihn zum Essen ein um den Grund dafür zu finden. Tom zieht sie damit auf, bis sie ihn schließlich aus Rache küsst. Chris sieht den Kuss und erklärt Leslie, dass er keine Beziehungen zwischen seinen angestellten duldet und dies auch schon Ben erklärt hat. Tom erklärt Leslie schließlich, dass er 20 Dating-Profile hat und ihr Treffer zum Nerd-Profil gehört. |           |                                        |                              |                      |                                       |                   |                          |
| 41 | 11        | Jerrys Ölgemälde                       | Jerry’s Painting             | 25. Apr. 2011        | 17. Juni 2013                         | Dean Holland      | Norm Hiscock             |
| Um sein schäbiges Hotel loszuwerden, zieht Ben bei Andy und April ein, deren Mitbewohner ausgezogen ist und vieles mitgenommen hat. Das Paar hat die Wohnung in einer Woche total verkommen lassen. Ben versucht beiden beizubringen wie Erwachsene zu leben und gibt ihnen Geld für fehlende Alltagsgegenstände, was beide für Unsinn ausgeben. Leslie eröffnet eine Kunstausstellung. Auf Jerrys Bild sind Leslie als barbrüstiger Kentaur und Tom als fliegendes Baby abgebildet. Konservative Kreise fordern die Vernichtung des als pornografisch angesehenen Bildes. Als eine Kunstkommission die Vernichtung beschließt, versteckt Leslie es in Andy und Aprils Wohnung, wo sie Ben trifft. Anstatt es für die Vernichtung zurückzugeben, behauptet sie sie hätte den problematischen Teil übermalen lassen. |           |                                        |                              |                      |                                       |                   |                          |
| 42 | 12        | Eagleton                               | Eagleton                     | 5. Mai 2011          | 18. Juni 2013                         | Nicole Holofcener | Emily Spivey             |
| Pawnees reiche Nachbarstadt Eagleton hat einen Zaun durch einen gemeinsamen Park errichtet. Verantwortlich dafür ist Leslies ehemalige beste Freundin und Kollegin Lindsay. Leslie, Ben und Tom gehen auf ein öffentliches Forum in Eagleton, auf dem alles besser ist als in Pawnee. Nachdem Leslie das Forum nicht überzeugen kann, den Zaun zu entfernen, gerät sie mit Lindsay aneinander. Nach einem Handgemenge landen beide in einer Zelle der jeweils anderen Stadt. Wieder frei nutzt Leslie den Zaun, um ein Baseballfeld auf der Pawnee-Seite des Parks anzulegen. Leslie hat Rons Geburtstag herausgefunden und lässt ihn glauben sie hätte eine große Party geplant, was Ron sehr missfällt. Als der Tag kommt, hat Leslie für ihn einen perfekten Abend organisiert – alleine mit gutem Essen, Wein und zwei Filmklassikern. |           |                                        |                              |                      |                                       |                   |                          |
| 43 | 13        | Der Kampf                              | The Fight                    | 12. Mai 2011         | 19. Juni 2013                         | Randall Einhorn   | Amy Poehler              |
| Tom bringt seine Kollegen dazu, das Getränk Snake Juice in der Snake Lounge anzupreisen. Leslie muss die Stelle des PR-Direktors des Gesundheitsamtes neu besetzen und organisiert ungefragt ein Vorstellungsgespräch für Ann, der sie umfangreiches Vorbereitungsmaterial gibt. Als Ann nicht lernt und Leslie sie und ihr Date „The Douche“ in der Snake Lounge trifft, geraten beide in einen heftigen Streit. April und Andy verkleiden sich als FBI-Agent und reiche Witwe und enden wie Leslie, Ann, Tom, Ben, Jerry und Ron total betrunken. Am nächsten Tag sind außer Ron alle schwer verkatert. Ben fährt zu Ann, um ihr zu erzählen, wie schlecht sich Leslie nach dem Streit fühlt und erfährt, dass Leslie ihn mag. Ann kommt zum Vorstellungsgespräch und nimmt die Stelle in Teilzeit an, während sie weiter als Krankenschwester arbeitet. Chris zwingt Tom seine Anteile an der Snake Lounge zu verkaufen. |           |                                        |                              |                      |                                       |                   |                          |
| 44 | 14        | Ein Mal Indianapolis und zurück        | Road Trip                    | 12. Mai 2011         | 20. Juni 2013                         | Troy Miller       | Harris Wittels           |
| Chris schickt Leslie und Ben auf eine Dienstreise nach Indianapolis, um Pawnee zum Austragungsort eines Baseball-Turniers zu machen. Leslie versucht alles, um keine romantische Stimmung aufkommen zu lassen. Nachdem Ben die Jury überzeugt, kommen sich beide bei einem Essen doch fast näher, bevor Chris überraschend auftaucht, um mitzufeiern. Zurück in Pawnee küssen sich beide das erste Mal. Tom testet seine Gameshow-Idee an Andy, April, Donna und Jerry. Als April als ihren liebsten Rockstar nicht Andy nennt, wird er sauer und verkauft seine Gitarre. April spricht mit Ann, klaut Andys Gitarre zurück und spielt mit Mouse Rat im Innenhof des Amts. Ron erklärt einer Neunjährigen, die für ein Schulprojekt im Amt ist, warum es falsch ist Steuern zu erheben und schenkt ihr eine Landmine. |           |                                        |                              |                      |                                       |                   |                          |
| 45 | 15        | Die Seifenblase                        | The Bubble                   | 19. Mai 2011         | 21. Juni 2013                         | Matt Sohn         | Greg Levine & Brian Rowe |
| Ann tritt ihre neue Stelle bei der Stadt an und wird feierlich begrüßt. Chris hat sich eine Reihe von Veränderungen für das Grünflächenamt ausgedacht. Tom und Andy müssen Dokumente scannen, Ron bekommt einen neuen Schreibtisch, Donna eine neue Tastatur, Jerry soll PR machen und April ist die Assistentin für alle. Alle hassen die Veränderungen. Ron überzeugt Chris sie zurückzunehmen, behält dafür noch eine Woche seinen neuen, bürgerfreundlichen Schreibtisch. Leslie und Ben führen eine heimliche Beziehung. Ben hat ein dienstliches Meeting mit Leslies Mutter und blamiert sich. Leslie coacht ihn und er wirkt beim zweiten Meeting so überzeugend, dass ihre Mutter mit ihm flirtet. Schließlich erzählt er ihr, dass er Leslie datet. |           |                                        |                              |                      |                                       |                   |                          |
| 46 | 16        | Abschied von Li'l Sebastian            | Li’l Sebastian               | 19. Mai 2011         | 24. Juni 2013                         | Dean Holland      | Dan Goor                 |
| Das Minipferd Li'l Sebastian stirbt und das Grünflächenamt plant eine Gedenkveranstaltung. Das von Jean-Ralphio mit Hilfe von Tom gegründete Unternehmen Entertainment 720 soll das Konzert veranstalten und nutzt es zur Eigenwerbung. Andy schreibt einen Song für Li'l Sebastian und singt ihn mit Mouse Rat. Ron findet heraus, dass Leslie und Ben daten. Bei den Vorbereitungen zum Konzert sieht ein Arbeiter wie beide sich küssen, woraufhin sie ihm den Rest des Tages frei geben, was zu hektischen Planänderungen beim Konzert führt. Beide nehmen sich vor, in Zukunft vorsichtiger zu sein. Eine Gruppe, die Kandidaten für kommende Wahlen sucht, tritt an Leslie heran und fragt sie, ob sie Interesse und eine saubere Weste hat, was Leslie bejaht. Tom wechselt zu Entertainment 720. |           |                                        |                              |                      |                                       |                   |                          |

## Staffel 4
Die Erstausstrahlung der vierten Staffel war vom 22. September 2011 bis zum 10. Mai 2012 auf dem US-amerikanischen Sender NBC zu sehen. Die deutschsprachige Erstausstrahlung sendete der deutsche Sender Comedy Central vom 9. November 2013 bis zum 14. Februar 2014. Einzig die fünfte Episode wurde am 2. August 2014 auf dem Pay-TV-Sender TNT Serie gezeigt.
| Nr. (ges.) | Nr. (St.) | Deutscher Titel                   | Originaltitel             | Erstausstrahlung USA | Deutschsprachige Erstausstrahlung (D) | Regie             | Drehbuch                    |
| --- | --------- | --------------------------------- | ------------------------- | -------------------- | ------------------------------------- | ----------------- | --------------------------- |
| 47 | 1         | Ich bin Leslie Knope              | I’m Leslie Knope          | 22. Sep. 2011        | 9. Nov. 2013                          | Troy Miller       | Dan Goor                    |
| Ron flüchtet vor seiner ersten Exfrau Tammy aus dem Grünflächenamt und nimmt alle Urlaubstage. Leslie muss die Beziehung mit Ben beenden, um keinen Skandal für ihre Wahlkampagne zu riskieren. Nachdem sie es mehrfach nicht schafft und Ben ihr ein Geschenk überreichen will, flüchtet sie zu Ron in den Wald. Nach kurzer Zeit sehen beide ein, dass sie nicht vor ihren Problemen weglaufen können und kehren zurück in die Zivilisation. Als Leslie ihre Beziehung beenden will, stellt sich heraus, dass Ben dies schon weiß und sein Geschenk ein Wahlbutton ist. Sie erklärt schließlich offiziell ihre Kandidatur. Tom bietet Andy einen Job bei Entertainment 720 an, doch dieser lehnt ab. Um Leslie während ihres Wahlkampfes zu entlasten, stellt Ron ihn als ihr Assistent ein. Alle Frauen im Amt haben ein Dickpic erhalten. Es stellt sich heraus, dass es von Sewage Joe stammt. Ann bemerkt auf dem Foto, dass er Mumps hat und bekommt daraufhin Penisfotos von allen Männern des Amts. |           |                                   |                           |                      |                                       |                   |                             |
| 48 | 2         | Ron & Tammys                      | Ron and Tammys            | 29. Sep. 2011        | 16. Nov. 2013                         | Randall Einhorn   | Norm Hiscock                |
| Ron hat eine falsche Steuerprüfung durch seine Exfrau Tammy. Seine Kollegen helfen ihm seine Dokumente zu sortieren bis Tammy auftaucht, bei Ron einzieht, seine Konten zu Gemeinschaftskonten macht und seinen Charakter komplett ändert. Leslie ersucht Tammy II und Rons Mutter um Hilfe. Als Leslie bei einem Wetttrinken mit Tammy und Rons Mutter um seine Zukunft am Ende ist, kommt Ron wieder zu sich, trinkt den Restalkohol und schickt Tammy und seine Mutter nach Hause. Ben wird von Tom dazu gebracht, sich die Finanzen von Entertainment 720 anzuschauen. Als er Tom sagt, dass sie ihre absurden Ausgaben drücken und an ihren Einnahmen arbeiten müssen, wird er weggeschickt. Nachdem andere Buchhalten dasselbe sagen, entschuldigt sich Tom bei Ben. Ann dreht mit Chris ein Diabetes-Präventions-Video. Er treibt sie in den Wahnsinn, weil er mit keinem Ergebnis zufrieden ist und auf hunderte Drehs besteht. |           |                                   |                           |                      |                                       |                   |                             |
| 49 | 3         | Leslies Lüge                      | Born & Raised             | 6. Okt. 2011         | 23. Nov. 2013                         | Dean Holland      | Aisha Muharrar              |
| Leslie hat ein Buch über Pawnee geschrieben und vermarktet es in den Lokalmedien. In der Sendung Pawnee Today verweigert Joan Callamezzo dem Buch ihre Empfehlung, weil Leslie, anders als im Buch geschrieben, nicht in Pawnee geboren sei. Leslie fährt nach Eagleton, um mit ihrer Geburtsurkunde alle Zweifel auszuräumen, erfährt jedoch, dass sie in Eagleton geboren wurde, was ihre Mutter anschließend bestätigt. Tom flirtet mit Joan, um sie davon zu überzeugen Leslies Buch doch noch ihre Empfehlung zu geben. Sie steht kurz vor ihrer Scheidung und betrinkt sich dermaßen, dass Tom und Ben sie nach Hause tragen müssen. Am nächsten Tag erzählt Leslie in ihrer Show die Wahrheit über ihren Geburtsort. Ann versucht, mit Ron und April ein normales Gespräch zu führen, scheitert zunächst, erreicht ihr Ziel schließlich mit einer ekligen Patientengeschichte. |           |                                   |                           |                      |                                       |                   |                             |
| 50 | 4         | Die Wildnis ruft                  | Pawnee Rangers            | 13. Okt. 2011        | 30. Nov. 2013                         | Charles McDougall | Alan Yang                   |
| Ron campt mit einer Gruppe Pfadfinderjungen, während Leslie nebenan mit ihrer Mädchengruppe kampiert. Rons Veranstaltung ist mehr Überlebenstraining, während Leslie gutes Essen und ein tolles Programm geplant hat, weshalb ein Junge die Gruppe wechseln möchte. Als Leslie ablehnt erwidern ihre Mädchen, dass dies ungerecht sei und fordern ein Forum. Nach dem Forum treten alle Jungen einschließlich Andy der Mädchen-Gruppe bei und lassen Ron alleine. Um ihn aufzubauen, organisiert Leslie für das nächste Wochenende eine gemischte Gruppe für ein luxusfreies Camping. Tom und Donna haben ihren jährlichen Gönn-Dir-was-Tag. Weil Ben so niedergeschlagen wirkt, überredet Donna Tom ihn mitzunehmen. Ben fällt es schwer, sich zu entspannen. Schließlich gönnt er sich ein Batman -Kostüm. Jerry lädt Chris zu einem Essen mit seiner hübschen Tochter ein. Anschließend beginnen die beiden zu daten. |           |                                   |                           |                      |                                       |                   |                             |
| 51 | 5         | Tom geht baden                    | Meet ’n’ Greet            | 27. Okt. 2011        | 2. Aug. 2014                          | Wendey Stanzler   | Katie Dippold               |
| April und Andy geben eine Halloween-Party, ohne Ben Bescheid zu sagen. Andy merkt, dass Ben etwas nicht passt und will ihn provozieren, damit er darüber redet. Ben lässt sich lange nicht provozieren, bricht Andy aber schließlich aus Versehen die Nase und redet. Als Ron zahlreiche Mängel an der Wohnung feststellt, behebt er sie gemeinsam mit Ann. Chris und Jerrys Tochter werden auf der Party vor Jerrys Augen sehr intim. Leslie gibt einen Empfang, um ortsansässige Unternehmen von ihrer Kandidatur zu überzeugen. Tom kapert der Event und macht ihn zu einer Werbeveranstaltung für Entertainment 720. Als Leslie ihn danach zur Rede stellt, beichtet er ihr, dass die Firma pleite ist. Er entschuldigt sich beim wichtigsten Unternehmen und überzeugt ihn, Leslie erneut zu treffen. |           |                                   |                           |                      |                                       |                   |                             |
| 52 | 6         | Weltuntergang                     | End of the World          | 3. Nov. 2011         | 7. Dez. 2013                          | Dean Holland      | Michael Schur               |
| Ein lokaler Kult hat (wie jedes Jahr) das Ende der Welt errechnet und erwartet es im Park. Ron nimmt an der Veranstaltung teil und verkauft Flöten. Die Journalisten Shauna berichtet. Als sie sich für Ben interessiert, lockt Leslie ihn unter einem Vorwand weg. Er durchschaut sie und sagt, dass sie sich nicht privat treffen sollten. Leslie erzählt Ron, dass sie die Nacht mit Ben verbringen würde, wenn die Welt wirklich unterginge. Tom und Jean-Ralphio nutzen das verbleibende Kapital von Entertainment 720, um im alten Firmengebäude die perfekte Party zu veranstalten, inklusive Tiger. Auch Toms Ex Lucy taucht auf und küsst Tom zum Abschied. Andy arbeitet mit April seine Bucket List ab, springt dafür u. a. durch eine Fensterscheibe und fährt zum Grand Canyon. |           |                                   |                           |                      |                                       |                   |                             |
| 53 | 7         | Die Vereinten Nationen von Pawnee | The Treaty                | 10. Nov. 2011        | 14. Dez. 2013                         | Jorma Taccone     | Harris Wittels              |
| Leslie veranstaltet die Model United Nations, auch Ben, April und Andy machen mit. Nachdem Ben ihr erklärt, dass er nicht einfach von Beziehung auf Freundschaft umsteigen kann, geraten beide in einen Streit und Leslie erklärt mit ihrem Land (Dänemark) Bens Peru den Krieg. Beide Länder werden von den UN ausgeschlossen. Schließlich legen beide ihren Streit bei und entschuldigen sich bei den Schülern. Chris hat nach dem vierten Date mit Jerrys Tochter nicht mehr von ihr gehört und versucht mithilfe von Jerry, Ann und Donna den Grund herauszufinden. Ron will Tom wieder einstellen. Weil dieser zu stolz ist, sucht Ron in Toms Anwesenheit nach einem Nachfolger, lädt dazu die ungeeignetsten Kandidaten ein. Schließlich akzeptiert Tom doch und kehrt zum Amt zurück. |           |                                   |                           |                      |                                       |                   |                             |
| 54 | 8         | Der kleinste Park der Welt        | Smallest Park             | 17. Nov. 2011        | 21. Dez. 2013                         | Nicole Holofcener | Chelsea Peretti             |
| Leslie und Ben wollen den kleinsten Pack Indianas eröffnen. Ben teilt Leslie mit, dass er nach dem Projekt nicht mehr mit ihr zusammenarbeiten will. Um weiter mit Ben zu arbeiten, organisiert Leslie den Widerstand gegen den Park, um das Projekt in die Länge zu ziehen. Ben löst den Widerstand auf und sagt Chris, dass er nicht mehr mit Leslie arbeiten kann, weil sie ihre Meinung immer kompromisslos durchsetzt. Als Ann dies bestätigt beschließt Leslie auf Ben zu hören. Sie erzählt ihm, dass sie ihn noch immer liebt und bereit ist alles zu riskieren. Beide küssen sich und setzen ihre Beziehung fort. Tom soll mit Jerry eine neue Schriftart für das Amt auswählen, erstellt stattdessen große Pläne. Schließlich verwirft er sie und schlägt Chris zu dessen Begeisterung Merchandise mit neuen und alten Logos vor. Andy will einen Collegekurs belegten, besucht verschiedene Kurse, entscheidet sich schließlich für Frauenforschung. Als ihm das Geld fehlt, finanziert Ron den Kurs. |           |                                   |                           |                      |                                       |                   |                             |
| 55 | 9         | Liebe vor Gericht                 | The Trial of Leslie Knope | 1. Dez. 2011         | 28. Dez. 2013                         | Dean Holland      | Dan Goor & Michael Schur    |
| Leslie und Ben beichten Chris ihre Beziehung, woraufhin er eine Untersuchung anberaumt. Das gesamte Grünflächenamt, Ann und Tammy II sagen bei der Verhandlung aus, um festzustellen, ob die Beziehung früher begann oder ob Regeln gebrochen wurden. Als letzter Zeuge sagt der Arbeiter aus, der Leslie und Ben küssend bei der Gedenkveranstaltung für Li'l Sebastian gesehen hat und dem beide freigegeben und einen Gutschein überreicht haben, damit er nichts sagt. Leslie beantragte eine kurze Unterbrechung, lässt ihr Freunde nach Gesetzeslücken suchen, überlegt es sich aber anders. Nachdem sie mit 2 Wochen bezahlten Suspendierung davonkommt, erfährt sie von Chris, dass Ben die Schuld für die Bestechung auf sich genommen und seinen Job gekündigt hat. Bei Jerrys Aussage stellt sich heraus, dass er eigentlich Gerry heißt. |           |                                   |                           |                      |                                       |                   |                             |
| 56 | 10        | Bürgerin Knope                    | Citizen Knope             | 8. Dez. 2011         | 27. Dez. 2013                         | Randall Einhorn   | Dave King                   |
| Leslie schleicht sich während ihrer Suspendierung ins Büro, um ihre Arbeit zu machen, wird aber von Chris gestoppt. Ihr Wahlkampfteam weist sie an, sich zurückzuhalten, bis die Auswirkungen ihres Skandals sich zeigen. Als ihre Umfragewerte bei 1 % liegen, trennt sich ihr Wahlkampfteam von ihr. Um sich zu beschäftigen, gründet sie ein Aktionskomitee. Weil Leslie ihnen jedes Jahr tolle Weihnachtsgeschenke macht und um sie aufzumuntern, bauen ihre Freunde ihr als Geschenk das Amt aus Lebkuchen nach. Anschließend stellen sie sich als Leslies neues Wahlkampfteam vor und überreden Leslie weiterzumachen. Ben bewirbt sich als Buchhalter für ein Buchhaltungsbüro, sowie bei Dennis Feinstein, lehnt aber beides ab, weil er sich nicht für die Jobs begeistern kann. |           |                                   |                           |                      |                                       |                   |                             |
| 57 | 11        | Das Team mit dem großen Herzen    | The Comeback Kid          | 12. Jan. 2012        | 4. Jan. 2014                          | Tucker Gates      | Mike Scully                 |
| Andy und April haben den dreibeinigen Hund „Champion“ adoptiert. Ben vertreibt sich die Zeit mit Plänen für Calzone als Fast Food und Knetanimation. Als er Chris seinen Film vorspielt, merkt er, wie kurz dieser ist und dass er sich nur vorgemacht hat, dass alles in Ordnung ist. Leslies ernennt Ann zu ihrer Wahlkampfmanagerin. Für den Neustart der Wahlkampagne plant das Team eine große Show. Die Vorbereitungen verlaufen furchtbar. Ron, April, Andy und Tom werden fast verhaftet. Die Show wird zu einem Desaster. In der Halle ist eine Eisfläche, der rote Teppich ist viel zu kurz, so dass Leslie und ihr Team die letzten Meter zur winzigen Bühne über Eis balancieren müssen, bevor Leslie hochklettern muss. Ann konnte den lokalen Basketballhelden „Pistol“ Pete überzeugen für Leslie zu werben, doch er verletzt sich bei einem Dunkversuch auf dem Eisfeld. Leslie und Ann beschließen nach der Show Ben trotz des Skandals um ihre Beziehung zum Wahlkampfmanager zu machen. |           |                                   |                           |                      |                                       |                   |                             |
| 58 | 12        | Der Werbespot                     | Campaign Ad               | 19. Jan. 2012        | 4. Jan. 2014                          | Dean Holland      | Alan Yang                   |
| Bobby Newport, der Erbe des Sweetums-Vermögens, stellt sich als Leslies Gegenkandidat vor und liegt in den Umfragen weit vorn. Ben schlägt eine negative Kampagne gegen Bobby vor, doch Leslie ist dagegen. Beide bereiten einen Spot vor. Der negative von Ben ist viel besser als der positive von Leslie. Als Ben den Spot beim Sender abgeben will, wird er von Leslie gestoppt, so dass kein Spot gesendet wird. Ben erstellt einen neuen Spot, bei dem Bobby weniger stark angegriffen wird und der Leslie gefällt. Bobby versucht Leslie unbeholfen und erfolglos davon zu überzeugen, ihre Kampagne zu beenden. Andy hat sich am Kopf verletzt und geht mit April zum Arzt, der ihn zu einer Reihe weiterer Ärzte verweist. Auch April besucht einige Ärzte. Als sie bei einem Zahnarzt die Rechnung bezahlen sollen, flüchten beide und Andy rennt gegen einen Krankenwagen. Weil Ben keine Zeit für Chris hat, versucht dieser sich zu Rons Unbehagen mit ihm anzufreunden. |           |                                   |                           |                      |                                       |                   |                             |
| 59 | 13        | Ein Wort, ein Schlag              | Bowling for Votes         | 26. Jan. 2012        | 11. Jan. 2014                         | Michael Trim      | Katie Dippold               |
| Bei einer Testgruppenbefragung zu Leslie und ihren Wahlkampfspots sagt ein Mann, Leslie wäre nicht der Kumpeltyp, mit dem man gerne bowlen gehen würde. Leslie steigert sich in das Thema hinein, veranstaltet einen Bowlingabend und lädt den Mann ein. Sie konzentriert sich komplett auf ihn, lässt ihn gewinnen, gibt ihm Bier und Essen aus, doch er sagt noch immer, dass er sie nicht mag und nicht wählen wird. Im zweiten Spiel schlägt Leslie ihn. Er bezeichnet Leslie als Bitch, worauf Ben ihn schlägt. Bei der Pressekonferenz am nächsten Tag will sich Leslie entschuldigen, überlegt es sich aber anders und verteidigt Ben. Jerry, April, Andy, Donna und Chris führen einen Fundraising-Marathon für Leslie durch. Chris erzählt, dass er mit Jerrys Tochter zusammenziehen will, doch Jerry weiß, dass sie die Beziehung beenden wird. Am nächsten Tag versucht April den niedergeschlagenen Chris aufzumuntern. |           |                                   |                           |                      |                                       |                   |                             |
| 60 | 14        | Ein Mann für Ann Perkins          | Operation Ann             | 2. Feb. 2012         | 14. Feb. 2014                         | Morgan Sackett    | Aisha Muharrar              |
| Chris drückt beim Valentinsball die Stimmung als DJ. Leslie versucht Ann zu verkuppeln und hat alle aufgefordert passende Singles mitzubringen, doch kein Kandidat ist passend. Nachdem Ann Leslie erzählt, sie würde nach Hause fahren, sieht sie, wie Ann sich im Auto schminkt. Leslie folgt ihr, obwohl April versucht, sie davon abzuhalten. Weil die Musik auf dem Ball besser geworden ist, vermutet Leslie, dass sich Ann verbotenerweise mit Chris trifft. Leslie hat Ben zum Valentinstag eine Reihe von Rätseln ausgearbeitet, die er lösen muss, um den Ort ihres Dates zu finden. Ron und Andy helfen ihm. Obwohl sie einen Großteil der 25 Hinweise finden, fehlt der Treffpunkt. Ron hat die entscheidende Idee, so dass Ben Leslie zu ihrer Überraschung pünktlich trifft. Beide beschließen Ann und Chris zur Rede zu stellen. Es stellt sich raus, dass Ann Tom datet und April die beiden zusammengebracht hat. |           |                                   |                           |                      |                                       |                   |                             |
| 61 | 15        | Alte Liebe gegen neue Liebe       | Dave Returns              | 16. Feb. 2012        | 11. Jan. 2014                         | Robert B. Weide   | Harris Wittels              |
| Leslie versucht den in Rente gehenden Polizeichef von einer Wahlempfehlung zu überzeugen. Auf dem Revier trifft sie auf ihren Exfreund Dave und lädt ihn zum Essen mit Ben ein. Als Ben zum WC geht, beichtet Dave Leslie, dass er sie noch liebt. Nachdem Ben davon erfährt, spricht er mit Dave, der ihn mit Handschellen an ein Urinal kettet. Dave befreit ihn schließlich und entschuldigt sich bei Leslie, die auch die Wahlempfehlung bekommt. Andy hat einen Wahlkampfsong geschrieben und nimmt ihn mit dem Team als Background-Sänger in dem Studio auf, in dem Ron als Duke Silver seine Alben aufnimmt. April hilft Ron alle Spuren des Dukes verschwinden zu lassen. Andy ist mit den Aufnahmen nicht zufrieden. Ron überredet ihn zu einer Pause, in der er die Aufnahmen neu mixt und eine Saxophon-Spur einspielt. Als Andy zurückkommt hat er einen neuen Song geschrieben und will alle Aufnahmen löschen, hört sich den „alten“ Mix aber noch einmal an und ist begeistert. Ann ist sauer auf Tom, weil dieser allen von ihrem Date erzählt hat und sich zu sehr in ihre Beziehung reinsteigert. |           |                                   |                           |                      |                                       |                   |                             |
| 62 | 16        | Sweet Sixteen                     | Sweet Sixteen             | 23. Feb. 2012        | 17. Jan. 2014                         | Michael Schur     | Norm Hiscock                |
| Ron drängt Leslie dazu eine Auszeit zu nehmen, weil sie durch Amt und ihre Wahlkampagne total überarbeitet ist. Leslie will davon nichts hören. Sie plant eine Überraschungsparty für Jerrys Geburtstag in Donnas Seehaus. Leslie vergisst dabei, Jerry einzuladen. Nachdem sie ihn abholt, wird sie von Kampagnenarbeit aufgehalten, so dass alle Gäste schon schlafen, als sie und Jerry das Seehaus erreichen. Nachdem Leslie auf der Feier einschläft, stimmt sie am nächsten Tag Rons Vorschlag zu, ihre Stunden zu kürzen. Tom will die Beziehung mit Ann beenden, weil sie seine Interessen nicht teilt. April überzeugt beide versehentlich doch zusammenzubleiben. Chris kümmert sich um den Hund „Champion“. Als er Andy den Hund zurückgibt, läuft dieser ihm weg und Andy denkt, dass Chris ein besseres Herrchen wäre. Als Andy singt, lockt Chris Champion mit einer Hundepfeife zurück. |           |                                   |                           |                      |                                       |                   |                             |
| 63 | 17        | Eine Granate aus Washington       | Campaign Shake-Up         | 1. März 2012         | 18. Jan. 2014                         | Dan Goor          | Dan Goor                    |
| Weil sich Bobby Newports Umfragewerte verschlechtern und Leslie ihm näher kommt, hat er seinen Wahlkampfmanager durch Jennifer Barkley ersetzt. Beim Treffen mit Leslie wirkt sie nett und verteilt Komplimente, doch im TV attackiert sie Leslie erbarmungslos. Um sich Stimmen der Senioren zu sichern, plant Leslie ein Rampenprogramm, das Jennifer mit einem Aufzugsprogramm kontert. Als Leslie sie zur Rede stellen will, sagt sie ihr, dass sie nur ihren Job macht und errät Bens nächste Pläne. Als Leslie sie im TV für Bobbys Lustreisen in Spanien angreift, denkt sie sich Gespräche über eine neue Fabrik in Pawnee aus. Chris gibt Ron die Aufgabe, ein Projekt abzuschließen, sonst muss er zusätzliches Personal einstellen. Als Chris ins Büro kommt, platzt er in eine Wasserschlacht. Schließlich fällt April eine Lösung ein und Chris überdenkt seine Forderung. Ron überzeugt April Leslies Arbeit teilweise zu übernehmen. |           |                                   |                           |                      |                                       |                   |                             |
| 64 | 18        | Lucky Leslie                      | Lucky                     | 8. März 2012         | 24. Jan. 2014                         | Troy Miller       | Nick Offerman               |
| Als Leslie ein wichtiges Interview abgesagt wird, betrinkt sie sich mit Ann und Tom. Weil sich der Flug des Journalisten verspätet, bekommt sie doch noch die Chance zum Interview. Als der Journalist herablassend über Pawnee redet und Fragen zu Leslies Beziehung mit Ben stellt, verliert sie betrunken die Fassung und bricht das Interview ab. Um die Ausstrahlung zu verhindern, fahren alle den weiten Weg nach Indianapolis, wo sie erfahren, dass die Aufnahme samt Gepäck (absichtlich) vom Flughafen verlegt wurde. Nach Andys Test geht er mit seiner Lehrerin, April und Ron essen. Chris sitzt alleine im selben Restaurant, also bittet ihn April dazu. Es wirkt als ob Andys Lehrerin und Chris ein perfektes Paar wären, doch unmittelbar, nachdem sie seine Avancen abgelehnt hat, lädt sie Ron zu sich nach Hause ein. Am nächsten Tag erzählt Ron Chris davon. |           |                                   |                           |                      |                                       |                   |                             |
| 65 | 19        | Die Hundemörderin                 | Live Ammo                 | 19. Apr. 2012        | 25. Jan. 2014                         | Tristram Shapeero | Dave King & Chelsea Peretti |
| Leslie überzeugt Ratsherrn Pillner davon, die geplanten Kürzungen für das Grünflächenamt zurückzunehmen. Um das Geld einzusparen, wird stattdessen das Tierheim geschlossen. Als die Wahlkampfgegner Leslie als Hundemörderin darstellen, holt sie alle Tiere in Andy und Aprils Wohnung. April organisiert einen Adoptionstag, hat danach aber mehr Tiere als zuvor. Leslies alternative Kürzungspläne würden dazu führen, dass Ann ihre Stelle verliert. Schließlich überzeugt Leslie Jennifer Barkley davon, das Tierheim als PR-Stunt mit Bobbys Vermögen zu retten. Ann behält ihren Job und das Amt sein Budget. Chris will Ron zu seinem Stellvertreter machen und bringt ihn dazu, mit ihm meditieren zu gehen. Anschließend erfährt er jedoch, dass Bobby ihn bei einem Wahlsieg ersetzen würde und er die Stelle nicht zu vergeben hätte. |           |                                   |                           |                      |                                       |                   |                             |
| 66 | 20        | Das große Fernsehduell            | The Debate                | 26. Apr. 2012        | 31. Jan. 2014                         | Amy Poehler       | Amy Poehler                 |
| Die finale Kandidatendebatte steht an. Bobby schafft es, mit seinen naiv-simplen Antworten das Publikum für sich zu gewinnen. Als Leslie es langsam schafft, die Oberhand zu gewinnen, verkündet Bobby, dass sein Vater die Sweetums-Fabrik nach Mexiko verlegen würde, sollte Leslie die Wahl gewinnen. Leslie schafft es, mit ihrem emotionalen Schlussstatement das Publikum und Bobby zu begeistern. April und Andy veranstalten in ihrer Wohnung eine Party für Großspender. Weil Andy die Kabel-Rechnung nicht bezahlt hat, können die Gäste die Debatte nicht verfolgen. Andy unterhält die Gäste mit nachgespielten Filmszenen, bis Ron pünktlich zum Schlussstatement das Kabelnetz anzapft. Ann hat sich scheinbar endgültig von Tom getrennt. Chris versucht daraufhin, sie zurückzugewinnen, doch Ann lehnt sein Angebot nach kurzer Bedenkzeit ab. |           |                                   |                           |                      |                                       |                   |                             |
| 67 | 21        | Die Bustour                       | Bus Tour                  | 3. Mai 2012          | 1. Feb. 2014                          | Dean Holland      | Aisha Muharrar & Alan Yang  |
| Kurz vor der Wahl begibt sich Leslie auf eine finale Wahlkampftour. Nachdem sie Bobbys Vater verbal angreift, erfährt sie, dass dieser verstorben ist. Jennifer fordert sie im TV auf, den Wahlkampf aus Respekt für den Verstorbenen zu beenden. Ben und Leslie planen sich PR-wirksam bei Bobby zu entschuldigen. Als der Kampagnenbus bei Bobby vorfährt, stört er einen Gedenkgottesdienst und lässt Leslie noch schlechter aussehen. Leslie redet ohne Presse mit Bobby. Als dieser vor die Presse tritt, scheint die Wahl entschieden, bis er Leslie dazu holt, sie anpreist und sich bei ihr bedankt. Bobby hat dem Autoverleiher, der Leslie Shuttle-Autos für Senioren zur Verfügung stellen wollte, viel Geld geboten, um sie nicht Leslie zu geben. Tom, Donna und Ron versuchen ihn umzustimmen. Erst nachdem Donna einen Auffahrunfall fingiert, bekommen sie die Autos. |           |                                   |                           |                      |                                       |                   |                             |
| 68 | 22        | Der Tag der Wahl                  | Win, Lose or Draw         | 10. Mai 2012         | 7. Feb. 2014                          | Michael Schur     | Michael Schur               |
| Es ist Wahltag. Leslie und Bobby fordern gemeinsam dazu auf, wählen zu gehen. Die Ergebnisse trudeln langsam ein, bis schließlich Bobby mit 21 Stimmen Vorsprung zum Sieger erklärt wird. Ben beantragt eine Nachzählung, die Leslie schließlich gewinnt. Sie hält ihre Siegesrede, bevor ihr Team gemeinsam feiert. Auch Bobby ist froh, dass Leslie gewonnen hat. Jennifer bietet Ben einen Job in einer Kongresskampagne in Washington an. Er bespricht das Angebot mit Leslie, die erst dagegen ist, es sich dann aber anders überlegt, so dass Ben den Job annimmt. Ann und Tom kommen auf der Wahlparty wieder zusammen. April hat alle Dateien gelöscht und macht mit Andy Pläne für ein neues Leben, bis Donna die Daten wiederherstellt. |           |                                   |                           |                      |                                       |                   |                             |

## Staffel 5
Die Erstausstrahlung der fünften Staffel war vom 20. September 2012 bis zum 2. Mai 2013 auf dem US-amerikanischen Sender NBC zu sehen. Mit Ausnahme von Folge 5 sendete der deutsche Sender Comedy Central die deutschsprachige Erstausstrahlung vom 8. Februar bis zum 17. Mai 2014.
| Nr. (ges.) | Nr. (St.) | Deutscher Titel                    | Originaltitel                | Erstausstrahlung USA | Deutschsprachige Erstausstrahlung (D) | Regie             | Drehbuch                      |
| --- | --------- | ---------------------------------- | ---------------------------- | -------------------- | ------------------------------------- | ----------------- | ----------------------------- |
| 69 | 1         | Leslie in der Hauptstadt           | Ms. Knope Goes to Washington | 20. Sep. 2012        | 8. Feb. 2014                          | Dean Holland      | Aisha Muharrar                |
| Ben arbeitet an der Kongresskampagne und hat April als Assistentin mit nach Washington genommen. Leslie und Andy besuchen die beiden. Leslie hatte einen Termin, um ihr Projekt zur Flusssäuberung vorzustellen, doch dieser wird abgesagt. Ben konnte für die Vier Einladungen zu einer Cocktailparty mit wichtigen Politikern organisieren, doch Leslie ist zu frustriert von ihrem abgesagten Termin und zu beeindruckt von den erfolgreichen Frauen auf der Party, um sie zu genießen, obwohl sie einige ihrer Idole trifft. Schließlich beschließt sie den Fluss in ihrer Freizeit selber zu säubern. Ron übernimmt für Leslie die Organisation des jährlichen Grillfests für die Mitarbeiter. Statt einer bunten Show will er einfaches Grillen veranstalten. Ann und Tom geben vor noch ein Paar zu sein, um denen, die ein schnelles Ende ihrer Beziehung prophezeit haben, nicht recht zu geben.                                                                         |           |                                    |                              |                      |                                       |                   |                               |
| 70 | 2         | Die Mixgetränke-Steuer             | Soda Tax                     | 27. Sep. 2012        | 15. Feb. 2014                         | Kyle Newacheck    | Norm Hiscock                  |
| Leslie hat eine Zuckersteuer vorgeschlagen, um Pawnees Problem mit Übergewicht zu bekämpfen. Die lokale Gastronomie droht daraufhin mit Massenentlassungen, sogar eine Abwahl Leslies wird ins Spiel gebracht. Leslie gerät ins Zweifeln, stimmt dann aber doch für das Gesetz. Ben hat Probleme, seine Praktikanten in den Griff zu bekommen. Weil alle wichtige Politiker kennen, kann er sie nicht entlassen und versucht sie zunächst kumpelhaft zu gewinnen. Als wiederholt respektlose Karikaturen über Ben auftauchen, stellt sich raus, dass April diese gezeichnet hat und Ben als ihren Vater ausgibt. Nachdem Ben ihr in Gewissen redet, strengt sie sich mehr an und unterstützt Ben. Andy trainiert unterstützt von Chris für die Aufnahmeprüfung der Polizei. Dabei merkt Chris, dass er anders als Andy niemanden Wichtigen in seinem Leben hat. Er beschließt, mit seinen Problemen einen Psychiater aufzusuchen.                                                 |           |                                    |                              |                      |                                       |                   |                               |
| 71 | 3         | Wie ein Entwurf zum Gesetz wird    | How a Bill Becomes a Law     | 4. Okt. 2012         | 21. Feb. 2014                         | Ken Whittingham   | Dan Goor                      |
| Leslie hat ihr neues Büro als Ratsfrau bezogen, doch Ratsherr Jamm will das Büro, vor allem aber das private Bad haben. Er droht, Leslies Antrag für längere Schwimmbadöffnungszeiten abzulehnen. Zunächst versucht Leslie einen anderen Ratsherrn zu überzeugen, gibt aber schließlich nach. April und Ben wollen Andy und Leslie besuchen. Wegen einer Autokolonne des Präsidenten stecken sie lange im Parkhaus fest. Als es endlich vorangeht, hat die Klimaanlage das restliche Benzin verbraucht und der Trip endet. Chris führt eine zentrale Nummer für alle Probleme der Bürger ein, die von Ron, Andy, Donna und Jerry besetzt wird. Weil die zuständige Stelle nicht erreichbar ist, fährt Ron selber zu Diane, einer Mutter mit zwei Kindern, und beseitigt das Schlagloch vor ihrem Haus. Weil Andy eine Nachricht auf das Schlagloch geschrieben hat, kommt Diane ins Amt und lädt Ron zu einem Date ein.                                                           |           |                                    |                              |                      |                                       |                   |                               |
| 72 | 4         | Safer Sex mit Leslie Knope         | Sex Education                | 18. Okt. 2012        | 22. Feb. 2014                         | Craig Zisk        | Alan Yang                     |
| Leslie leitet ein Aufklärungsprogramm für Senioren, um der steigenden Anzahl von Geschlechtskrankheiten zu begegnen. Die Moralwächter der Stadt platzen in die Veranstaltung und lassen sie stoppen, weil stadtweit nur Abstinenz gelehrt werden darf. Beim nächsten Termin hält sich Leslie zunächst an die Abstinenzlehre, zeigt dann aber doch wie ein Kondom benutzt wird, woraufhin sie offiziell getadelt wird. Anschließend tritt sie im Lokalfernsehen auf und kündigt eine Initiative an, um das Gesetz zu ändern. Weil Tom beim Twittern einen Verkehrsunfall verursacht, darf er eine Woche weder Handy noch PC benutzen. Ron nimmt ihn mit zu seiner Waldhütte. Als Tom Fleisch holen soll, kauft er ein neues Handy und baut beim Twittern einen Unfall mit Rons Auto. Bens Kandidat besucht ihn und April im Büro und wirkt dabei wie ein Roboter. |           |                                    |                              |                      |                                       |                   |                               |
| 73 | 5         | Die Halloween-Überraschung         | Halloween Surprise           | 25. Okt. 2012        | 2. Feb. 2017                          | Dean Holland      | Michael Schur                 |
| Ron geht mit Andy, Diane und ihren Kindern auf eine Halloween-Runde. Als Diane zu einem Notfall gerufen wird, kümmern Ron sich um die Mädchen, doch das läuft nicht gut. Nachdem er darüber mit Diane in einen Schritt gerät, entschuldigt er sich schließlich. Bens Kandidat liegt uneinholbar in Führung, seine Arbeit in Washington ist beendet. Er hat die Chance an einer neuen Kampagne in Florida zu arbeiten, entscheidet sich aber dagegen und macht Leslie einen Heiratsantrag. Sie nimmt ihn an. Jerry hat einen Herzinfarkt, als er von Leslie und Ann erschreckt wird. Leslie hält einen Garagenverkauf, um Geld für seine Krankenhauskosten zu sammeln. Dabei kommt Tom auf einen Kleidungsverleih als Geschäftsidee. |           |                                    |                              |                      |                                       |                   |                               |
| 74 | 6         | Bens Eltern                        | Ben’s Parents                | 8. Nov. 2012         | 28. Feb. 2014                         | Dean Holland      | Greg Levine                   |
| Zur Verlobungsfeier hat Leslie Bens geschiedene und verfeindete Eltern eingeladen, so dass Ben das schlimmste befürchtet. Als sein Vater mit seiner jüngeren Freundin auftaucht und später verkündet, dass sie schwanger ist, eskaliert die Stimmung. Nachdem Leslie und Ben überlegen ihre eigene Feier zu verlassen, können sie seine Eltern überzeugen, wenigstens zur Hochzeit zu kommen. Chris hat bei der Feier einen emotionalen Zusammenbruch. Ann, Andy und April kümmern sich um ihn. Tom pitcht seinen Kleidungsverleih an Ron. Zur Vorbereitung hat er die Nacht durchgearbeitet. Ron gibt ihm das Geld, weil Tom seinen Partner Jean-Ralphio gefeuert hat. |           |                                    |                              |                      |                                       |                   |                               |
| 75 | 7         | Leslie vs. April                   | Leslie vs. April             | 15. Nov. 2012        | 1. März 2014                          | Wendey Stanzler   | Harris Wittels                |
| April will einen neuen Hundepark errichten lassen. Leslie ist von ihrem Engagement begeistert, bis sie erfährt, dass der Park auf dem alten Grubengrundstück errichtet werden soll. Sie versucht erfolglos, April abzulenken. Als April dem Stadtrat ihre Idee vorstellt, nutzt Ratsherr Jamm die Chance, um den Verkauf an eine Burgerkette vorzuschlagen. Nach kurzem Streit arbeiten beide zusammen gegen Jamm. Ben hat den Job bei der Buchhaltungsfirma angenommen. Als er Tom bei der Investorensuche hilft, bekommt er verschiedene Jobangebote, während niemand in den Kleidungsverleih investieren will. Er entscheidet sich, den Buchhalter-Job doch nicht anzutreten. Andy glaubt einen inszenierten Diebstahl seiner Freunde, als Vorbereitung zur Aufnahmeprüfung zu untersuchen. Als sich rausstellt, dass es ein echtes Verbrechen war und der Polizist nichts unternehmen will, hinterfragt er seinen Berufswunsch. Chris stellt ihn als Nachtwächter im Amt ein. |           |                                    |                              |                      |                                       |                   |                               |
| 76 | 8         | Der Gemeinschaftspark              | Pawnee Commons               | 29. Nov. 2012        | 7. März 2014                          | Morgan Sackett    | Alexandra Rushfied            |
| Leslie läuft die Zeit davon, um einen Parkentwurf zu präsentieren. Als sie sich an die Öffentlichkeit wendet, werden ihr tolle Entwürfe von einem Architekten zugeschickt. Leslie und Ben treffen ihn und obwohl alles perfekt ist, redet Leslie alles schlecht, nur weil der Mann aus Eagleton kommt. Ben überzeugt sie, sich zu entschuldigen. Er bietet an, umsonst zu arbeiten. Seine Assistenten bringen Leslie ein Parkmodell voller Unrat, um sich über Pawnee lustig zu machen. Als Ben den Architekten zur Rede stellt, erklärt er nichts mit dem Modell zu tun und die Assistenten entlassen zu haben, bevor Leslie ihn nichtsahnend mit Sahne einsprüht. Trotzdem gibt er Leslie sein echtes Modell. Weil Andy sich als Nachtwächter langweilt, besucht ihn April im Amt. Beide spielen Rollenspiele und helfen einem verirrten Kind. Die Kollegen helfen Tom bei der Einrichtung seines Geschäfts.                                                                    |           |                                    |                              |                      |                                       |                   |                               |
| 77 | 9         | Ron und Diane                      | Ron and Diane                | 6. Dez. 2012         | 8. März 2014                          | Dan Goor          | Aisha Muharrar & Megan Amram  |
| Tom, Donna, April und Andy wollen zum jährlichen Jerry-Dinner fahren, für das sie jedes Mal ein Dollar in eine Box werfen, wenn Jerry etwas Dummes macht. Weil Donna merkt, wie gemein das ist, will sie Jerry spontan abholen. An seinem Haus findet gerade eine Weihnachtsfeier statt, zu der auch Ann, Chris und Ben eingeladen sind. Nachdem Ann zunächst nur Donna reinlässt, stellen die anderen fest, dass sie ihre Einladungen in den Spamfilter geleitet haben, geben Jerry das Geld und gehen auf die Party. Chris schafft es dank seiner Therapie sich seinen Ängsten zu stellen. Ron ist für einen Holzarbeitspreis nominiert und geht mit Diane zur Verleihung. Auch Leslie kommt uneingeladen, ebenso Rons Exfrau Tammy II, die versucht Ron zu verführen. Diane macht sich aber mehr Sorgen um Leslies Freundschaft zu Ron als um Tammy. Leslie kümmert sich um Tammy, Ron fährt Diane nach und bringt sie in die Bar, in der er als Duke Silver auftritt.         |           |                                    |                              |                      |                                       |                   |                               |
| 78 | 10        | Junggesellenabschied               | Two Parties                  | 17. Jan. 2013        | 14. März 2014                         | Dean Holland      | Dave King                     |
| Auf Bens Junggesellenabschied wird erst ein Brettspiel gespielt, dann geht es in einer Bar. Als die Gruppe feststellt, dass niemand einen Junggesellenabschied hatte, beschließen sie für jeden eine Aktivität durchzuführen. Andy darf dabei mit Spielern der Indianapolis Colts spielen. Leslies Abschied wird dadurch überschattet, dass Jamm den Bau eines Burgerladens auf dem Grubengrundstück beginnt. Um den Bau zu stoppen, vergräbt Leslie falsche Indianer-Artefakte. Leslie merkt, dass dies falsch war und gräbt die Artefakte mit Ann und April wieder aus. Sie finde jedoch nicht alle und Leslie hatte betrunken schon die Presse informiert. Sie entschuldigt sich beim Wamapoke-Häuptling. Der bestätigt gegenüber Jamm, dass die Artefakte falsch sind, droht aber die Restaurants der Burger-Kette in seinem Casino zu schließen, wenn der Bau fortgesetzt wird.                                                                                              |           |                                    |                              |                      |                                       |                   |                               |
| 79 | 11        | Frauen im Müllgeschäft             | Women in Garbage             | 24. Jan. 2013        | 15. März 2014                         | Norm Hiscock      | Harris Wittels                |
| Leslie gründet eine Gleichstellungskommission, doch nur Männer erscheinen zum Treffen. Die Müllentsorger sagen ihr, die Frauenquote der Abteilung wäre so niedrig, weil der Job zu schwer für Frauen sei. Um das Gegenteil zu beweisen, arbeiten sie und April einen Tag auf dem Müllwagen. Sie legen gut los, scheitern aber daran, einen riesigen Kühlschrank abzutransportieren. Sie erfahren, dass die Müllmänner daran schon zuvor gescheitert sind und lassen ihn schließlich von der Suppenküche abholen. Weil der Babysitter ausfällt, passt Ron auf Dianes Kinder auf. Am zweiten Tag hilft Ann ihm. Am Ende schneiden sich die Mädchen mit Anns Schere die Haare ab. Diane nimmt es gelassen und sagt Ron, dass sie ihn liebt, was er erwidert. Andy und Ben bringen Tom erfolglos Basketball bei, weil seine Kunden sich dafür begeistern. |           |                                    |                              |                      |                                       |                   |                               |
| 80 | 12        | Ann will ein Baby                  | Ann’s Decision               | 7. Feb. 2013         | 21. März 2014                         | Ken Whittingham   | Nate DiMeo                    |
| Ann wünscht sich ein Kind und besucht die Samenbank mit Leslie, verlässt sie aber, nachdem sie Sewage Joe dort sieht. Sie macht eine Liste von geeigneten Samenspendern. Ihr Favorit ist „The Douche“, bis Leslie ihm davon erzählt und er sich in seiner Radioshow darüber lustig macht. Leslie macht sich in der Show selbst lächerlich, damit er Ann in Ruhe lässt. Ann entscheidet sich, das Thema nicht zu überstürzen. Ben sucht einen Caterer für die Hochzeit und lädt Chris, Ron und Tom zum Testessen ein. Anschließend haben alle eine Lebensmittelvergiftung, außer Tom, der die Mini-Calzone nicht probiert hat. Ben entscheidet sich für JJ's Diner als Caterer. April muss einige Veranstaltungen leiten und versucht Leslie zu imitieren, indem sie ihre Kleidung trägt. Sie tut sich schwer damit und überzeugt schließlich erst als sie selbst, nachdem Andy absichtlich Leslies Kleidung für eine Veranstaltung vergisst.                                      |           |                                    |                              |                      |                                       |                   |                               |
| 81 | 13        | Spendengala                        | Emergency Response           | 14. Feb. 2013        | 22. März 2014                         | Dean Holland      | Norm Hiscock & Joe Mande      |
| Andy hat seine Aufnahmeprüfung für die Polizei und erreicht 100 % beim schriftlichen Test, fällt aber im Persönlichkeitstest durch. Weil Leslie kurz vor der Entscheidung Geld für die Finanzierung des Parks auf dem Grubengrundstück fehlt, tendieren die Entscheider in Richtung des Burgerladens. Um das Geld aufzutreiben, veranstaltet Leslie eine Spendengala. Leslie wird wegen einer Katastrophenübung von der Organisation abgehalten. Nachdem sie herausfindet, dass Ratsherr Jamm das Datum und die besondere Schwierigkeit der Übung gefordert hat, trifft sie Entscheidungen, um ganz Pawnee zu töten und so das Planspiel zu beenden. Zu Leslies Überraschung haben ihre Freunde die Gala auch ohne sie perfekt organisiert, so dass das fehlende Geld zusammenkommt. Ben und Leslie entscheiden sich spontan direkt nach der Gala zu heiraten. |           |                                    |                              |                      |                                       |                   |                               |
| 82 | 14        | Die schönste Hochzeit aller Zeiten | Leslie and Ben               | 21. Feb. 2013        | 28. März 2014                         | Craig Zisk        | Michael Schur & Alan Yang     |
| Leslie und ihre Freunde versuchen hektisch die Hochzeit vorzubereiten. Das Kleid ist nicht fertig, die Ringe fehlen und beide überlegen, ob sie den Plan verwerfen sollen, bis Leslie ein Li'l Sebastian-Double sieht und als Zeichen für die Hochzeit interpretiert. April und Andy besorgen die Dokumente. Ann vervollständigt das Brautkleid mit Zeitungsausschnitten von Leslies Karriere. Ratsherr Jamm taucht betrunken auf der Gala auf und wirft eine Stinkbombe, als Ron Leslie zum Altar führt. Als Jamm sich weigert, die Hochzeit zu verlassen und Ron angreift, schlägt dieser ihn. Beide werden eingesperrt. Leslie verschiebt daraufhin die Hochzeit. Ron kommt auf Kaution frei. Ann lockt Leslie ins Büro, wo alle warten. Donna singt. Tom und Jerry vollziehen die Trauung. Andy erfährt, dass er durch die Aufnahmeprüfung gefallen ist. |           |                                    |                              |                      |                                       |                   |                               |
| 83 | 15        | Korrespondentenlunch               | Correspondents’ Lunch        | 21. Feb. 2013        | 29. März 2014                         | Nick Offerman     | Alexandra Rushfield           |
| Leslie will beim jährlichen Korrespondentenlunch eine böse-humoristische Rede über die Pawnee Sun halten, doch eine Journalistin der Zeitung hält exakt ihre Rede. Leslie vermutet, dass ihre E-Mails ausspioniert werden. Sie überführt die Journalistin, in dem Donna ihr eine fingierte E-Mail schickt, deren Inhalt sie in einer Pressekonferenz nutzt. Ben tritt seine neue Stelle bei der Sweetums Foundation an und muss bis zum nächsten Tag eine Wohltätigkeitsorganisation auswählen. Andy hilft dabei und kann sich erstmals seit der Ablehnung bei der Polizei für etwas begeistern. Ben lehnt seinen Vorschlag ab, beschließt aber die Luxusausgaben der Foundation zugunsten der Wohltätigkeit zu kürzen und Andy als seinen Assistenten einzustellen. Ann will Chris fragen, ob er als Samenspender der Vater ihres Kindes wird. Nachdem sie sich mehrere Male nicht traut, fragt sie schließlich. Chris erbittet sich Bedenkzeit.                                 |           |                                    |                              |                      |                                       |                   |                               |
| 84 | 16        | Der Rettungsschirm                 | Bailout                      | 14. März 2013        | 5. Apr. 2014                          | Craig Zisk        | Joe Mande                     |
| Leslie versucht den lokalen Videoverleih mit Steuergeldern vor der Pleite zu retten und setzt sich gegen den Widerstand u. a. von Ron durch. Als sie wieder zum Verleih kommt, hat dieser seine Kulturfilme gegen Pornos ausgetauscht. Sogar über den Umstand der Rettung wurde ein Pornofilm gedreht. April will sich bei einer Veterinärschule bewerben und bittet Ann um ein Empfehlungsschreiben. Ann will dafür, dass April mit ihr eine Woche lang etwas unternimmt. Chris versucht Tom wie einen Sohn zu unterstützen, um zu sehen, ob er reif für die Samenspende ist. Tom hat Mona-Lisa, die Schwester von Jean-Ralphio, eingestellt und stellt sie auf Rat von Chris wegen ihrer fehlenden Arbeitsmoral zur Rede, doch anschließend haben beide Sex. Chris’ Zweifel werden daraufhin noch größer, doch schließlich stimmt er der Samenspende zu. |           |                                    |                              |                      |                                       |                   |                               |
| 85 | 17        | Schlüsselübergabe                  | Partridge                    | 4. Apr. 2013         | 12. Apr. 2014                         | Tristram Shapeero | Dave King                     |
| Ratsherr Jamm verklagt Ron wegen des Schlags bei der Spendengala. April und Tom lügen für Ron und stellen ihn als Softie dar, bevor Ron sie zwingt, die Wahrheit zu sagen. Da die Verurteilung sicher scheint, erpressen April, Andy und Tom Jamm, der daraufhin die Klage fallen lässt. Ben soll den goldenen Schlüssel der Stadt bekommen, dessen Bürgermeister er als Teenager war. Kurz vor der Zeremonie muss er ins Krankenhaus. Als Leslie den Schlüssel in Empfang nehmen will, stellt sich raus, dass Ben nur eingeladen wurde, um sich über ihn lustig zu machen. Leslie klaut einen goldenen Schlüssel, doch Ben wirft ihn weg. Ann und Chris machen im Internet einen Kompatibilitätstest und schneiden nicht gut ab. Weitere Test und Übungen für gute Eltern schlagen fehl und die Zweifel wachsen, bis beide beschließen, dass all das nicht wichtig ist. |           |                                    |                              |                      |                                       |                   |                               |
| 86 | 18        | Tierische Versager                 | Animal Control               | 11. Apr. 2013        | 19. Apr. 2014                         | Craig Zisk        | Megan Amram                   |
| Chris entlässt alle Mitarbeiter der Abteilung „Animal Control“ wegen Unfähigkeit. Die anschließende Bewerbersuche verläuft ernüchternd. Um Jamms Kandidaten zu verhindern, schlägt Leslie April vor, ohne sie zuvor zu fragen. April macht vor dem Rat zunächst eine schlechte Figur, überzeugt dann aber mit dem Vorschlag, Animal Control in das Grünflächenamt zu integrieren. Ron wird von Ann wegen einer Grippe ins Krankenhaus gebracht und von Dr. Harris untersucht. Ben, Andy und Tom versuchen von Dennis Feinstein Geld für die Sweetums Foundation zu bekommen. Sie gehen mit ihm aus, Feinstein benimmt sich daneben. Als Andy ihn deshalb beleidigt, schickt er sie wütend weg. Am nächsten Tag entschuldigt sich Andy. Nachdem Feinstein Ben ein Scherzscheck überreicht, wiederholt Ben Andys Beleidigung. |           |                                    |                              |                      |                                       |                   |                               |
| 87 | 19        | Artikel Zwei                       | Article Two                  | 18. Apr. 2013        | 26. Apr. 2014                         | Amy Poehler       | Matt Murray                   |
| Aufgrund eines Schreibfehlers in einem alten Gesetz wird jedes Jahr ein Ted ins Wasser geworfen. Das diesjährige Opfer verlangt die Änderung des Gesetzes. Leslie ist zunächst dagegen, will dann aber dieses und eine Reihe sexistische und rassistische Gesetze aus der Gründungszeit abschaffen. Als ein Bürger die Abstimmung per Filibuster verhindert, bietet Leslie ihm eine Wette an, wer länger wie im Jahr 1817 leben kann. Nachdem sie herausfindet, dass der Mann einsam ist, bietet sie ihn die Mitarbeit in der Geschichtskommission an, woraufhin er seinen Einspruch zurückzieht. Chris will April ein Management-Training geben. Ron will ihn davon abbringen, muss dann aber selber am Kurs teilnehmen. Ron und Chris testen an Jerry ergebnislos, ob Zuspruch oder Druck besser wirken. Ann und Ben bieten online um ein Geschenk für Leslie für einen ihrer zahlreichen Jahrestage mit ihr, schenken es schließlich gemeinsam.                                |           |                                    |                              |                      |                                       |                   |                               |
| 88 | 20        | Jerry geht in Rente                | Jerry’s Retirement           | 18. Apr. 2013        | 3. Mai 2014                           | Nicole Holofcener | Norm Hiscock & Aisha Muharrar |
| Jerry hat seinen letzten Arbeitstag im Amt und überrascht damit alle, obwohl er es zuvor oft erwähnt hat. Leslie hat Mitleid mit Jerry, weil er in seinem Berufsleben nichts erreicht hat und versucht erfolglos seine alten Träume zumindest ansatzweise zu erfüllen. Als sie ihn anschließend besucht, sieht sie, was für ein tolles Familienleben Jerry hatte und noch hat. Tom hat Angst Jerrys Nachfolger als Büroclown zu werden und überzeugt Ron einen Praktikanten einzustellen. Als der sich als makellos herausstellt, holt Ron Jerry in Teilzeit zurück, um Tom die Rolle des Clowns zu ersparen. Ann und Chris erfahren, dass alle Voraussetzungen für ein Kind erfüllt sind. Sie verlassen das Krankenhaus aber, als Chris die Samenspende abgeben soll. Nach dem Durchlesen diverser Broschüren entschließen sie sich, das Kind auf die natürliche Weise zu zeugen.                                                                                                |           |                                    |                              |                      |                                       |                   |                               |
| 89 | 21        | Der Wackelkandidat                 | Swing Vote                   | 25. Apr. 2013        | 10. Mai 2014                          | Alan Yang         | Joe Mande & Alan Yang         |
| Ron schlägt vor, Minigolf die städtischen Zuschüsse zu streichen. Da Jam die entscheidende Stimme hat, lädt Leslie ihn zu einer Runde Minigolf ein. Auch Ron taucht dort auf und versucht Jam zu beeinflussen. Schließlich spielen Ron und Leslie um Jams Stimme. Ron gewinnt. Als Jam Leslie am nächsten Tag einen Deal anbietet, um Ron zu hintergehen, lehnt sie ab. Als Andys Band ohne ihn auftritt, beendet er mit einem Song seine Musikkarriere, kehrt aber kurz darauf in die Band zurück. Ann bringt Mona-Lisa auf Toms Wunsche dazu, die Beziehung mit ihm temporär zu beenden und wird danach selber von ihr in Beschlag genommen. |           |                                    |                              |                      |                                       |                   |                               |
| 90 | 22        | Besser als vor einem Jahr          | Are You Better Off?          | 2. Mai 2013          | 17. Mai 2014                          | Dean Holland      | Michael Schur                 |
| Das Amt war am Wochenende gemeinsam in Rons Hütte. Andy findet einen positiven Schwangerschaftstest und versucht herauszufinden, wer schwanger ist. Als Tom Mona-Lisa fragt, behauptet sie im Scherz schwanger zu sein. Zuletzt geht Andy davon aus, dass April schwanger ist, doch diese verneint und erzählt Andy, dass sie von der Veterinärschule angenommen wurde, aber zweifelt, ob sie die Schule besuchen soll. Bei einem Bürgerforum zur Bilanz von Leslies ersten Jahr im Rat wird sie außer von der Pornobranche von allen Seiten scharf kritisiert. Auf der Gründerwochen-Parade verkündet eine Vereinigung von Geschäftsleuten eine Kampagne zur Abwahl von Leslie. Ein anonymer Bieter will Toms Kleiderverleih kaufen. Nachdem Tom ablehnt, kündigt der Anwalt des Bieters an, dass sein Klient eine Kopie von Toms Geschäft gegenüber eröffnen wird. |           |                                    |                              |                      |                                       |                   |                               |

## Staffel 6
Die Erstausstrahlung der sechsten Staffel war vom 26. September 2013 bis zum 24. April 2014 auf dem US-amerikanischen Sender NBC zu sehen.
| Nr. (ges.) | Nr. (St.) | Deutscher Titel                       | Originaltitel                       | Erstausstrahlung USA | Deutschsprachige Erstausstrahlung (D) | Regie                | Drehbuch                        |
| ---------- | --------- | ------------------------------------- | ----------------------------------- | -------------------- | ------------------------------------- | -------------------- | ------------------------------- |
| 91 92      | 1 2       | London                                | London 1                            | 26. Sep. 2013        | 28. Feb. 2018                         | Dean Holland         | Michael Schur                   |
| 93         | 3         | Das Pawnee-Eagleton Basketballturnier | The Pawnee-Eagleton Tip off Classic | 3. Okt. 2013         | 1. März 2018                          | Nicole Holofcener    | Alan Yang                       |
| 94         | 4         | Doppelgänger                          | Doppelgängers                       | 10. Okt. 2013        | 1. März 2018                          | Jay Karas            | Donic Cary                      |
| 95         | 5         | Der Twitter-Skandal                   | Gin It Up!                          | 17. Okt. 2013        | 2. März 2018                          | Jorma Taccone        | Matt Murray                     |
| 96         | 6         | Die Rollschuh-Geburtstagsparty        | Filibuster                          | 14. Nov. 2013        | 2. März 2018                          | Morgan Sackett       | Harris Wittels                  |
| 97         | 7         | Abwahl                                | Recall Vote                         | 14. Nov. 2013        | 5. März 2018                          | Wendey Stanzler      | Aisha Muharrar                  |
| 98         | 8         | Fluorid für Pawnee                    | Fluoride                            | 21. Nov. 2013        | 5. März 2018                          | Michael Trim         | Matt Hubbard                    |
| 99         | 9         | Die letzte Schlacht                   | The Cones of Dunshire               | 21. Nov. 2013        | 6. März 2018                          | Julie Anne Robinson  | Dave King                       |
| 100        | 10        | Eine große Zukunft                    | Second Chunce                       | 9. Jan. 2014         | 6. März 2018                          | Dean Holland         | Amy Poehler & Michael Schur     |
| 101        | 11        | Neuanfänge                            | New Beginnings                      | 16. Jan. 2014        | 7. März 2018                          | Alan Yang            | Sam Means                       |
| 102        | 12        | Bauernmarkt                           | Farmers Market                      | 23. Jan. 2014        | 7. März 2018                          | Adam Scott           | Joe Mande                       |
| 103        | 13        | Ann und Chris                         | Ann and Chris                       | 30. Jan. 2014        | 8. März 2018                          | Dean Holland         | Aisha Muharrar & Michael Schur  |
| 104        | 14        | Hochzeitstage                         | Anniversaries                       | 27. Feb. 2014        | 8. März 2018                          | Morgan Sackett       | Megan Amram                     |
| 105        | 15        | Der Zaun                              | The Wall                            | 6. März 2014         | 9. März 2018                          | Ken Whittingham      | Jen Statsky                     |
| 106        | 16        | Neuer Slogan                          | New Slogan                          | 13. März 2014        | 9. März 2018                          | Dean Holland         | Alan Yang & Sam Means           |
| 107        | 17        | Girlentines Day                       | Galentine’s Day                     | 20. März 2014        | 12. März 2018                         | Beth McCarthy-Miller | Emma Fletcher & Rachna Fruchbom |
| 108        | 18        | Abschlussball                         | Prom                                | 3. Apr. 2014         | 12. März 2018                         | Ken Whittingham      | Matt Murray & Harris Wittels    |
| 109        | 19        | Gute Neuigkeiten                      | Flu Season 2                        | 10. Apr. 2014        | 13. März 2018                         | Nick Offerman        | Megan Amram & Dave King         |
| 110        | 20        | Volltreffer                           | One in 8,000                        | 17. Apr. 2014        | 13. März 2018                         | Dean Holland         | Donick Cary & Joe Mande         |
| 111 112    | 21 22     | Aufstieg                              | Moving Up 1                         | 24. Apr. 2014        | 14. März 2018                         | Michael Schur        | Aisha Muharrar & Alan Yang      |

## Staffel 7
Die Erstausstrahlung der siebten und letzten Staffel war vom 17. Januar bis zum 24. Februar 2015 auf dem US-amerikanischen Sender NBC zu sehen.
| Nr. (ges.) | Nr. (St.) | Deutscher Titel         | Originaltitel                                          | Erstausstrahlung USA | Deutschsprachige Erstausstrahlung (D) | Regie                | Drehbuch                        |
| ---------- | --------- | ----------------------- | ------------------------------------------------------ | -------------------- | ------------------------------------- | -------------------- | ------------------------------- |
| 113        | 1         | 2017                    | 2017                                                   | 13. Jan. 2015        | 1. Mai 2018                           | Dean Holland         | Alan Yang & Matt Murray         |
| 114        | 2         | Ron und Jammy           | Ron & Jammy                                            | 13. Jan. 2015        | 1. Mai 2018                           | Dean Holland         | Harris Wittels                  |
| 115        | 3         | William Henry Harrison  | William Henry Harrison                                 | 20. Jan. 2015        | 2. Mai 2018                           | Tom Magill           | Megan Amram                     |
| 116        | 4         | Leslie und Ron          | Leslie & Ron                                           | 20. Jan. 2015        | 2. Mai 2018                           | Beth McCarthy-Miller | Michael Schur                   |
| 117        | 5         | Gryzzlbox               | Gryzzlbox                                              | 27. Jan. 2015        | 3. Mai 2018                           | Amy Poehler          | Donick Cary                     |
| 118        | 6         | Rettet das J.J.'s       | Save JJ’s                                              | 27. Jan. 2015        | 3. Mai 2018                           | Ken Whittingham      | Joe Mande                       |
| 119        | 7         | Donna und Joe           | Donna & Joe                                            | 3. Feb. 2015         | 4. Mai 2018                           | Ken Whittingham      | Aisha Muharrar                  |
| 120        | 8         | Ein neuer Job für April | Mrs. Ludgate-Dwyer Goes to Washington                  | 10. Feb. 2015        | 4. Mai 2018                           | Morgan Sackett       | Dave King                       |
| 121        | 9         | Die Frau des Jahres     | Pie-Mary                                               | 10. Feb. 2015        | 7. Mai 2018                           | Greg Daniels         | Emma Fletcher & Rachna Fruchbom |
| 122        | 10        | Andys Abschied          | The Johnny Karate Super Awesome Musical Explosion Show | 17. Feb. 2015        | 7. Mai 2018                           | Dean Holland         | Matt Hubbard                    |
| 123        | 11        | Ein neuer Bürgermeister | Two Funerals                                           | 17. Feb. 2015        | 8. Mai 2018                           | Craig Zisk           | Jen Statsky                     |
| 124 125    | 12 13     | Ein letzter Coup        | One Last Ride 2                                        | 24. Feb. 2015        | 8. Mai 2018                           | Michael Schur        | Michael Schur & Amy Poehler     |